# Liverpool FC
Liverpool FC (The Reds) är en engelsk professionell fotbollsklubb i Liverpool som spelar i Premier League. Klubben grundades den 3 juni 1892 och har Anfield som sin hemmaarena, vilken tillhörde den 14 år äldre rivalen Everton FC innan Liverpool FC grundades.
Klubben har stått som engelska mästare totalt 20 gånger, senaste Premier League-titel (2024/25), och har därtill vunnit sex Europacup-/Champions League-titlar (senast 2019) vilket är tre fler än rivalen Manchester United. De båda har lika många ligatitlar (20 stycken) i kampen om att titulera sig Englands mest framgångsrika klubb någonsin. Liverpool FC hade sin mest framgångsrika tid under 1970- och 1980-talet, och vann år 1984 den så kallade trippeln: engelska ligan, Europacupen för mästarlag (nuvarande Champions League) och Ligacupen. Under 2019 blev Liverpool först i England att vinna en internationell trippel i form av Champions League, Uefa Super Cup och världsmästerskapet i fotboll för klubblag. Framgångsrika tränare under klubbens drygt 130-åriga historia har varit David Ashworth, Bill Shankly, Bob Paisley, Kenny Dalglish och Jürgen Klopp. Bland egenfostrade världsspelare finns Ian Callaghan, Jamie Carragher, Michael Owen, Robbie Fowler och Steven Gerrard.
Klubben har en global skara av supportrar, och vid tifo till hemmamatcherna spelas låten "You'll Never Walk Alone" (som också står textat på klubbmärket) sedan 1960-talet. Läktarkaos på bortaplan ledde dock till två omtalade incidenter med dödlig utgång på 1980-talet (däribland Hillsborougholyckan 1989).
Klubben ägs sedan 2010 av Fenway Sports Group och i maj 2024 rankades klubben av den ansedda tidskriften Forbes som världens fjärde rikaste fotbollsklubb, detta till ett värde av 5,37 miljarder dollar.
År 1989 bildades damsektionen Liverpool WFC, som blivit engelsk mästare två gånger (2013 och 2014) och bidragit till ett genombrott för professionell damfotboll i England.

## Historia

### Klubbens första decennier (1892–1939)

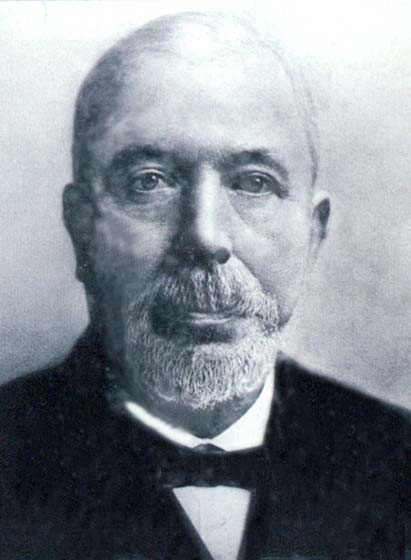
Grundaren John Houlding.

Historien om Liverpool FC börjar i grannklubben Everton, som bildades 1878. Everton hade spelat på Anfield sedan 1884, men under sju år höjde arenaägaren John Houlding hyran från 100 pund till 250 pund. Everton bestämde sig därför för att flytta till Goodison Park och Houlding hade nu en arena men inget lag. I januari 1892 försökte Houlding bilda en ny klubb kallad "Everton Football Club and Athletic Grounds Company plc", men namnet godkändes inte av fotbollsförbundet eftersom det redan fanns en klubb med namnet Everton. Ett fåtal medlemmar från Everton stod på Houldings sida, och den 15 mars 1892 bildades Liverpool Football Club. Med hjälp av ett lån från Houlding på 500 pund kunde lagledaren John McKenna värva ett dussintal spelare från Skottland, vilket gjorde att laget blev känt som "Team of all the Macs" efter spelarnas efternamn.
Liverpool ansökte om medlemskap i The Football League, men fick avslag och gick istället med i Lancashire League – en av både Englands och världens tidigaste fotbollsligor, som bedrevs i blott 14 år (1889–1903). Den 1 september 1892 spelade Liverpool sin första match; en vänskapsmatch mot Rotherham Town som Liverpool vann med 7–1, men bevittnades bara av några få personer. Samma dag hade Everton spelat inför 10 000 åskådare på Goodison Park. Två dagar senare spelade Liverpool sin första tävlingsmatch, som vanns mot Higher Walton med 8–0 i Lancashire League. Säsongen slutade med att laget vann både ligatiteln och Liverpool Senior Cup. I cupfinalen besegrades Everton med 1–0 i det första Merseysidederbyt. 1893 valdes klubben in i The Football League, där klubben så småningom vann division två utan att förlora en enda match. Efter att ha besegrat Newton Heath (sedermera Manchester United) med 2–0 i en så kallad testmatch tog Liverpool steget upp i division ett, men väl där kom laget sist och flyttades ner till division två efter förlust mot Bury i en testmatch.

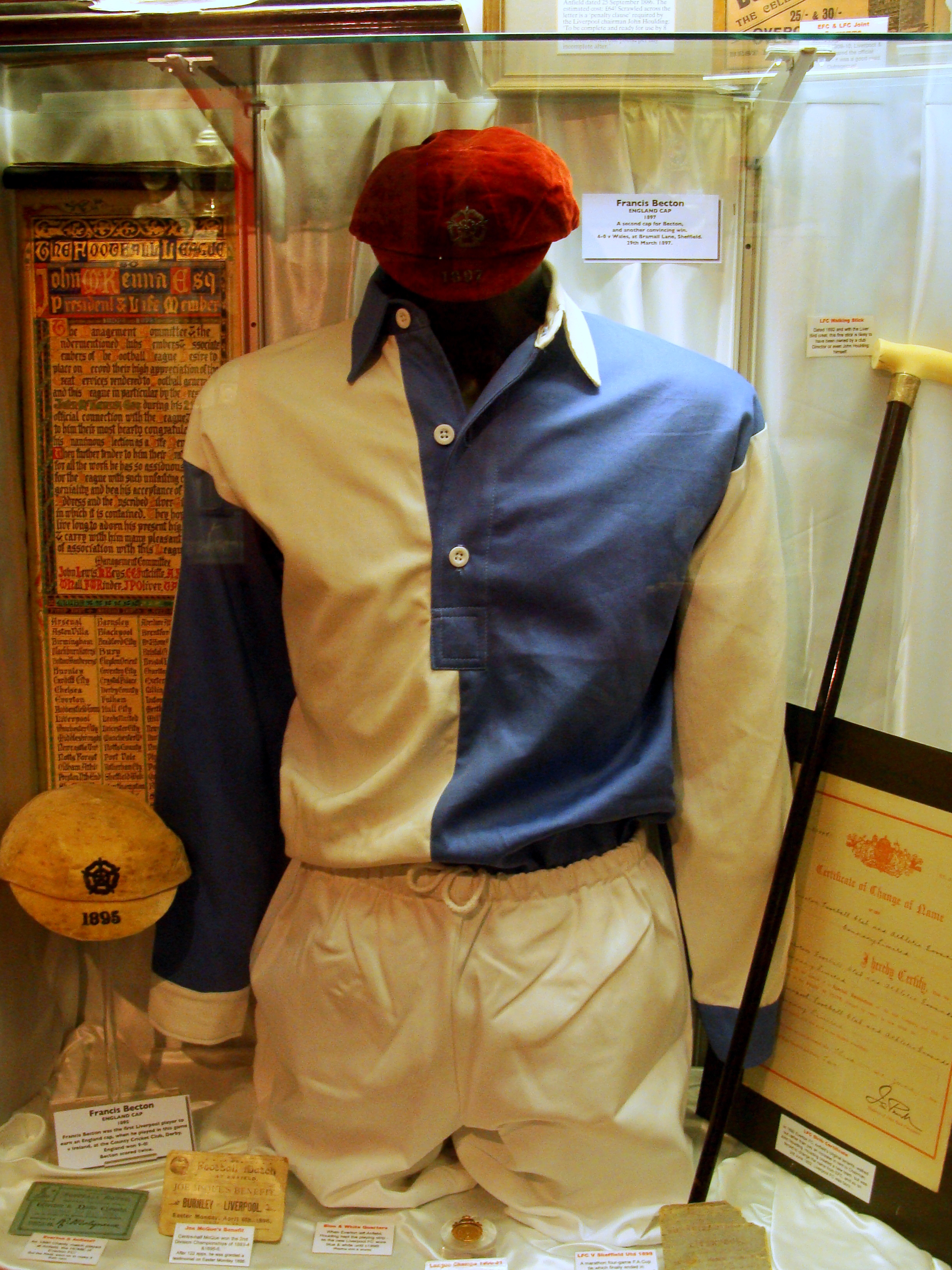
Klubbens matchdress 1892–1896.

Ett år senare, 1896, var Liverpool tillbaka i division ett efter att ha besegrat Small Heath (sedermera Birmingham City) och West Bromwich Albion i en serie testmatcher. Tom Watson anställdes som lagledare varefter Liverpool blev ett etablerat lag i division ett, där Watsons främsta spelarvärvning var den skotske centerhalven Alex Raisbeck från Stoke City. Säsongen 1900/01 blev Liverpool ligamästare för första gången, men sjönk till elfte plats året efter. Säsongen 1902/03 kom Liverpool på femte plats, fyra poäng efter mästarlaget The Wednesday, men kom näst sist i tabellen 1903/04 och flyttades ner till division två. Liverpool tog sig dock snabbt tillbaka, och blev redan efter återkomsten ligamästare igen. På denna tid framträdde Arthur Goddard och Joe Hewitt som klubbens stjärnspelare.
Efter ligasegern fick Anfield två nya läktare: en huvudläktare på långsidan och den så kallade Spion Kop på ena kortsidan. Anfield hade då plats för 50 000 åskådare, men under de närmast följande åren nådde laget inga framgångar bortsett från en andraplats i tabellen 1909/10. Under åren fram till första världskrigets utbrott höll Liverpool till i nedre halvan av ligatabellen. Viss framgång nåddes dock 1914, då laget gick till final i FA-cupen som förlorades mot Burnley med 1–0. Denna final var den sista som spelades på Nationak Sports Centre i Crystal Palace (London) och den första som bevittnades av en monark – på läktaren satt kung Georg V. Ett år senare var klubben inblandad i en skandal: Liverpool låg i mitten av tabellen och mötte i sista omgången Manchester United, som behövde vinna matchen för att inte ramla ur serien. Efter en överenskommelse lagen emellan fick Manchester United vinna med 2–0, och när det avslöjades att matchen var uppgjord blev fyra spelare i vardera lag avstängda på livstid. Trots detta fick både Liverpool och Manchester United spela kvar i högsta divisionen. Avstängningen av spelarna hävdes också, och den officiella förklaringen var att båda lagen behövde all hjälp de kunde få efter att ha drabbats av stora förluster under första världskriget.

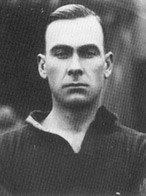
Gordon Hodgson var en stor målskytt i klubben under 1930-talet.

David Ashworth anställdes som ny tränare och värvade den irländske landslagsmålvakten Elisha Scott samt backarna Ephraim Longworth och Don MacKinlay. Efter två raka fjärdeplatser tog Liverpool sin tredje ligatitel 1922 – och förväntades bli den dominerande klubben under 1920-talet, då klubben således också vann sin andra raka ligatitel 1923. Detta trots att Ashworth lämnade klubben mitt under säsongen då istället Matt McQueen, som tidigare suttit i klubbens styrelse, tog över som tränare. Efter fem år i ett mindre framgångsrikt Liverpool FC avgick McQueen i februari 1928, på grund av hälsoskäl. Innan han lämnade klubben värvade han den sydafrikanske anfallaren Gordon Hodgson, som under de följande åren kom att göra 241 mål på 377 matcher för Liverpool.
George Patterson ersatte McQueen som tränare efter att tidigare ha varit assistent till Tom Watson och även haft hand om laget under första världskriget. Under hans ledning var Liverpool ett mittenlag i ligan och laget gjorde heller inget resultat i FA-cupen. Säsongen 1935/36 kom laget på nittonde plats i tabellen och var nära att åka ur. Detta i kombination med en sjukdom gjorde att Patterson avgick efter säsongen, men han hade under sin tid i klubben fostrat unga blivande stjärnspelare som Jack Balmer och Phil Taylor. Han värvade även Matt Busby, som senare skulle fira stora framgångar som tränare i Manchester United. Den nye tränaren George Kay kunde inte heller han göra Liverpool till en toppklubb innan andra världskriget satte stopp för ligaspelet 1939.

### "Liddellpool" och åren med Shankly (1945–1974)

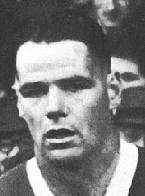
Billy Liddell.

Efter kriget var Liverpool med i FA-cupen säsongen 1945/46, men blev utslaget av Bolton Wanderers i fjärde omgången. Ligaspelet återupptogs följande säsong och Liverpool blev ligamästare, en poäng före Wolverhampton Wanderers och Manchester United. I laget fanns bland andra Billy Liddell, Bob Paisley, Jack Balmer och Albert Stubbins. Liddells inflytande var så stort att laget fick smeknamnet "Liddellpool". Ligasegern 1947 följdes av att laget sjönk till mitten av tabellen under en längre tid, men nådde dock finalen i FA-cupen 1950 där laget föll mot Arsenal med 2-0. Tränaren George Kay fick problem med sin hälsa, vilket ledde till att han avgick i januari 1951, och ersattes av Don Welsh som hade gästspelat i Liverpool under andra världskriget.
Under Welsh ledning blev klubben alltmer ett bottenlag och kom att degraderas till division två efter att ha kommit på sista plats i tabellen säsongen 1953/54 – och väl där kom slutade laget sin första säsong på elfte plats, vilket var klubbens lägsta placering någonsin. I slutet av säsongen 1955/56 fick Welsh sparken och Phil Taylor, som var med i truppen vid ligasegern 1947, tog över som huvudtränare. Han ledde laget till en tredjeplats och två fjärdeplatser i division två innan han lämnade klubben i november 1959, och blev därmed den förste tränaren i Liverpool som aldrig ledde laget i högstadivisionen. Han värvade Roger Hunt, som kom att bli en av klubbens främsta målskyttar genom tiderna.

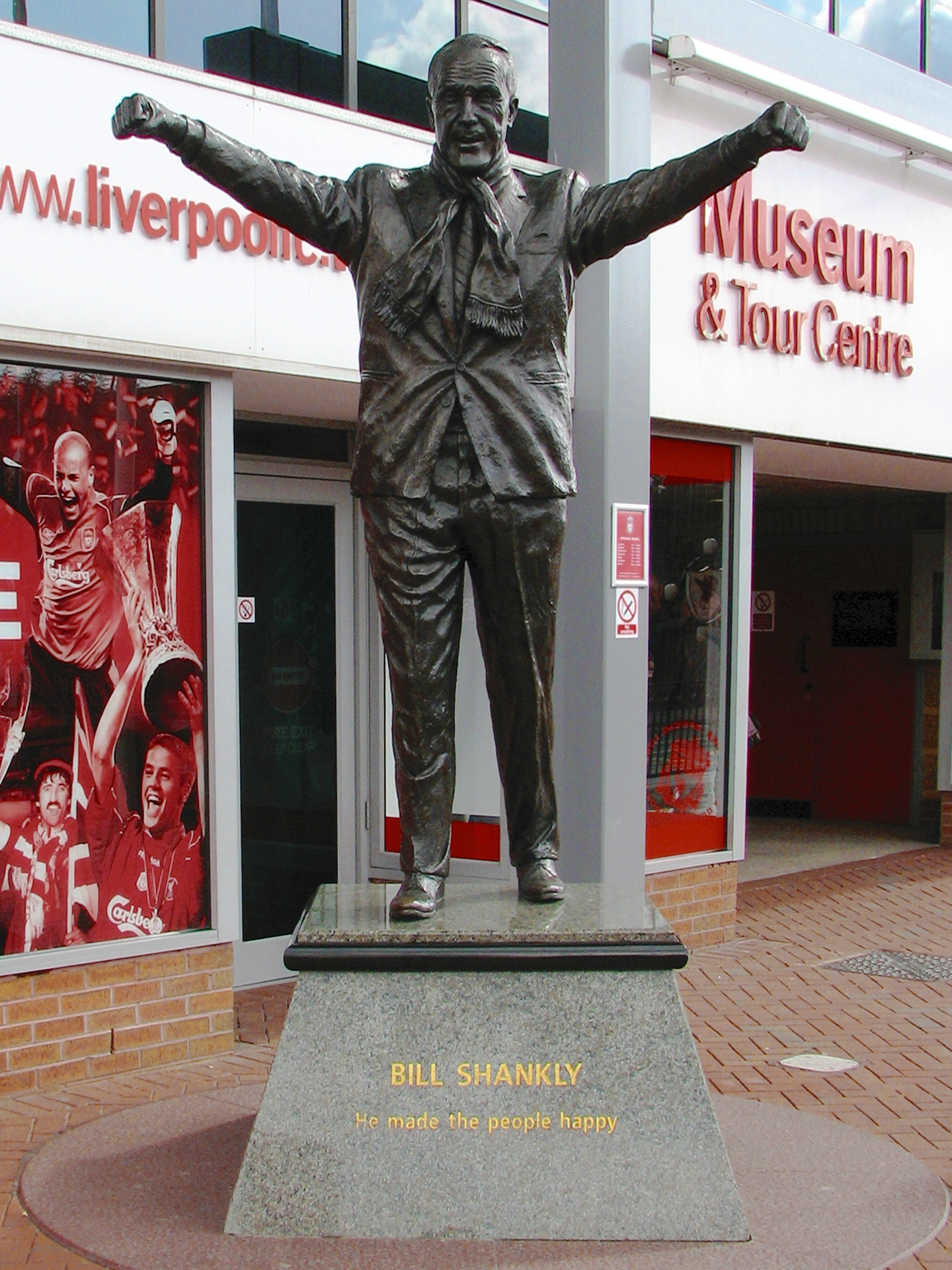
Bill Shankly som staty utanför Anfield.

Liverpools ordförande T.V. Williams anställde Bill Shankly som ny tränare i december 1959, som krävde att Liverpools styrelse inte skulle lägga sig i laguttagningar och värvningar av spelare. Shankly värvade ett flertal spelare som Ron Yeats och Ian St. John, och plockade även in unga spelare som Ian Callaghan och Chris Lawler, för att göra Liverpool till ett storlag igen. På ledarsidan anställdes Bob Paisley och Joe Fagan som assistenter till Shankly, och efter två tredjeplaceringar i division två vann laget serien 1962 för ett nytt avancemang uppåt; återkomsten till högsta divisionen slutade med en åttondeplats och ett år senare, 1964, var Liverpool ligamästare för sjätte gången.
Säsongen 1964/65 slutade laget på sjunde plats i ligan, men tog sig till final i FA-cupen på Wembley. Matchen vanns mot Leeds United med 1–0 efter förlängningsavgörande, där Gerry Byrne fick spela en stor del av matchen med brutet nyckelben, då avbytare var tillåtna, därmed Liverpools första FA-cuptitel. Laget hade även gått till semifinal i Europacupen, men förlorade detta dubbelmöte mot Inter efter avgörande i målskillnad. Under säsongen etablerade sig Tommy Smith i laget, och Liverpool kunde vinna sin sjunde ligatitel säsongen 1965/66. Laget deltog också i Cupvinnarcupen, där finalplats nåddes.

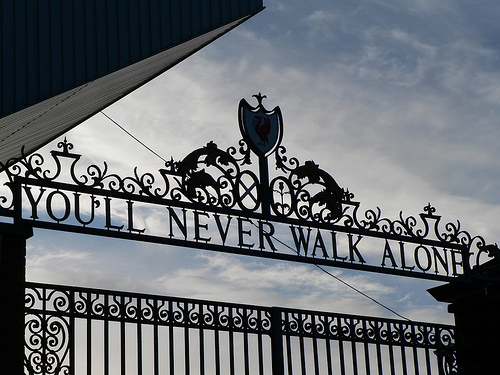
The Shankly Gates, Shankly-grindarna. "You'll never walk alone" är en ständigt populär sång i Storbritannien och har flera gånger toppat singellistan med olika artister. På Anfield sjungs den av Liverpools fans när laget kommer in på planen, och tas ofta upp som allsång när laget behöver stöd.

Efter framgångarna i mitten av 1960-talet skulle det dröja några år till klubbens nästa stora titel. Shankly inledde en generationsväxling och värvade flera unga spelare som Steve Heighway, Emlyn Hughes, John Toshack och målvakten Ray Clemence. Kvar i laget fanns Ian Callaghan, Chris Lawler och Tommy Smith som tillsammans med de nya spelarna tog laget till final i FA-cupen 1971, där det blev förlust mot Arsenal med 2–1 efter förlängning. Efter säsongen värvades Kevin Keegan och två år senare var Liverpool återigen ligamästare. Laget vann också Uefacupfinalen 1973 med totalt 3–2 i dubbelmötet mot Borussia Mönchengladbach. Säsongen 1973/74 kom Liverpool på andra plats i ligan, men vann FA-cupen för andra gången efter finalvinst mot Newcastle United med 3–0. Efter säsongen valde Bill Shankly att kliva åt sidan, då det sista han gjorde var att värva Ray Kennedy.

### Åren med Paisley (1974–1983)
Bill Shankly efterträddes av den tidigare assisterande tränaren Bob Paisley, som hade varit i klubben som spelare och ledare sedan 1939. Paisley fortsatte det arbete som Shankly påbörjat; i detta ingick värvningarna av Phil Neal och Terry McDermott. Under Paisleys första säsong som huvudtränare kom laget på tredje plats i ligan och blev också utslaget av Ferencvaros i andra omgången av Cupvinnarcupen. I första omgången besegrades norska Strömsgodset med 11–0 på Anfield, vilket är Liverpools största seger genom tiderna. 1976 blev Liverpool ligamästare för nionde gången efter att ha slutat en poäng före skrällaget Queens Park Rangers. I Uefacup-semifinalen besegrades Barcelona, och även finalen mot Club Brugge KV vilket blev Liverpools andra titel.
Liverpool försvarade ligatiteln säsongen 1976/77 då laget var obesegrat på Anfield. I slutet av andra kvartsfinalmötet i Europacupen mot Saint-Étienne avgjorde inhopparen David Fairclough, som var specialist på sådana inhopp och kallades därför "Superavbytaren". Laget nådde ytterligare en cuptitel, efter seger mot Borussia Mönchengladbach på Olympiastadion i Rom med 3–1. Detta var Kevin Keegans sista match i Liverpool innan han såldes till Hamburger SV för 500 000 pund. Liverpool hade även gått till final i FA-cupen, men förlorade mot Manchester United med 2–1.
Inför säsongen 1977/78 värvades Kenny Dalglish från Celtic för rekordsumman 440 000 pund för att ersätta Kevin Keegan. Även Alan Hansen värvades, som kom att spela över 600 matcher för Liverpool. Laget kom på andra plats i ligan, och gick till final i Ligacupen för första gången men förlorade mot Nottingham Forest. I Europacupen blev det återigen final mot Club Brugge, som Liverpool vann. Nästa säsong tog Liverpool rekordmånga 68 poäng efter 30 segrar, åtta oavgjorda och fyra förluster. I början av ligasäsongen stod laget bland annat för en 7–0-seger mot Tottenham hemma på Anfield.
Ännu en ligatitel bärgades 1979/80, men laget blev utslaget i semifinalen av både FA-cupen och Ligacupen. 1981 vann Liverpool Ligacupen för första gången, efter finalvinst mot West Ham United. Det blev även seger i Europacupen för tredje gången på fem år.
Under säsongen 1981/82 etablerade sig den walesiske anfallaren Ian Rush i laget som skulle komma att göra totalt 30 mål, och målvakten Bruce Grobbelaar hade ersatt Ray Clemence. Från Brighton värvades Mark Lawrenson för 900 000 pund vilket gjorde honom till Liverpools dyraste spelarköp och Storbritanniens dyraste försvarsspelare genom tiderna. Liverpool vann ligan fyra poäng före Ipswich Town; ett lag som också besegrades i semifinalen av Ligacupen för att sedan slå Tottenham med 3–1 i finalen efter förlängning. Liverpool blev ligamästare också 1982/83, och då förstaplatsen var avgjord tidigt. Det blev även seger i Ligacupen efter finalseger med 2–1 över Manchester United efter förlängning. Efter säsongen avgick Bob Paisley som Liverpools mest meriterade tränare genom tiderna. Under de nio säsongerna förde han klubben till sex ligatitlar, tre ligacupvinster, tre europacupvinster och en UEFA-cupvinst.

### Läktarkatastrofer och åren med Dalglish (1983–1991)
Den tidigare assisterande tränaren Joe Fagan tog över efter Paisley och under sin första säsong som huvudansvarig ledde han laget till tre stora titlar; ligan för tredje året i rad, Ligacupen för fjärde året i rad samt Europacupen.
Inför säsongen 1984/85 värvades danske Jan Mölby och John Wark, och laget tog sedermera andraplatsen i ligan. I FA-cupen blev laget utslaget i semifinalen av Manchester United, och i Europacupen gick Liverpool åter till final men förlorade mot Juventus. Matchen kom dock att överskuggades av händelserna på Heyselstadions läktare där anhängare till Liverpool bröt sig igenom ett stängsel och gick till attack mot Juventussupportrarna som då försökte fly. Trycket blev för stort på en vägg som kollapsade och krossade de flyende människorna. 39 människor miste livet, de flesta italienare, och Liverpool blev avstängda från europeiskt cupspel i sex år. Övriga engelska klubbar blev avstängda i fem år.
Joe Fagan valde att inte förlänga kontraktet efter Heyselkatastrofen och Kenny Dalglish fick rollen som spelande tränare. Säsongen 1985/86 lyckades Liverpool som tredje klubb under 1900-talet att vinna Dubbeln, det vill säga både ligan och FA-cupen. Följande år kom laget på andra plats i ligan, och gick till final i Ligacupen som förlorades mot Arsenal med 2–1. Sommaren 1987 såldes Rush och klubben värvade John Aldridge, John Barnes (som under sin första säsong i klubben blev vald till årets spelare i England) och Peter Beardsley (för den brittiska rekordsumman 1,9 miljoner pund). Värvningarna betalade sig då Liverpool återtog ligatiteln, och gick på nytt till final i FA-cupen men förlorade mot Wimbledon som hade stått för en stor skräll.

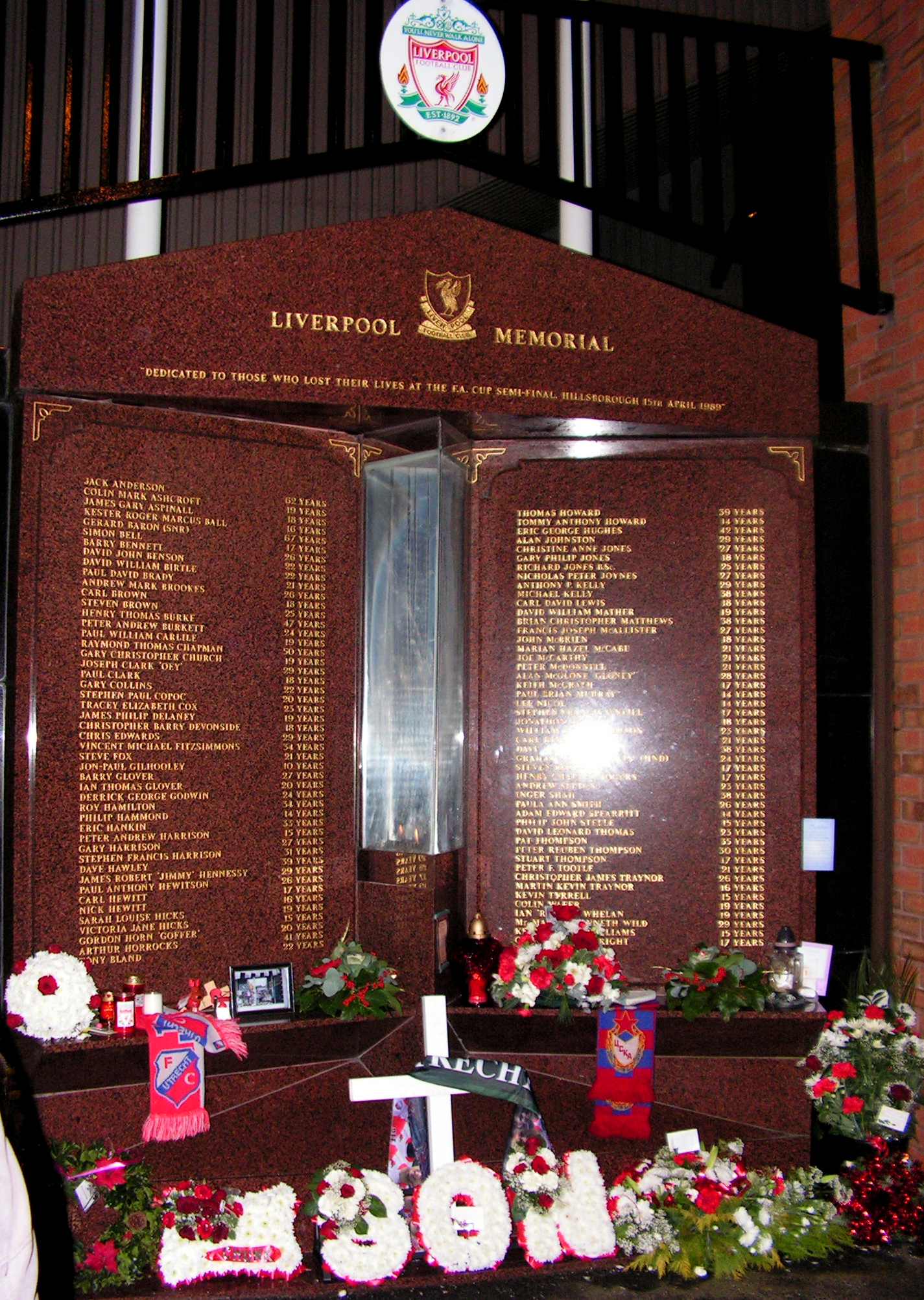
Hillsborough Memorial på Anfield.

Inför säsongen 1988/89 köptes Ian Rush tillbaka från Juventus. Liverpool kom på andra plats i ligan, på samma poäng som Arsenal men med färre gjorda mål. I FA-cupfinalen vann Liverpool mot Everton med 3–2. Inför semifinalen mot Nottingham Forest på Hillsborough Stadium i Sheffield den 15 april 1989 inträffade en av de största läktarkatastroferna som drabbat England. Det stora antalet supportrar som ville ta sig in på arenan gjorde att polisen öppnade ett antal ingångar som saknade vändkors. Detta ledde till att publiken vällde in på arenan och folk som redan hade kommit in krossades mot stängslen som skiljde läktarna från planen. Totalt omkom 96 personer och händelserna ledde till den så kallade Taylor-rapporten, som uppmanade till att avskaffa stängsel och ståplatsläktare på de engelska fotbollsarenorna.
Säsongen 1989/90 tog Liverpool sin artonde ligatitel efter att bland annat ha besegrat Crystal Palace med 9–0. I FA-cupens semifinal förlorade Liverpool mot samma lag med 4–3. Dagen efter att Liverpool spelat 4–4 mot Everton i omspelet av femte omgången i 1991 års FA-cup avgick tränaren Kenny Dalglish. Ronnie Moran tog tillfälligt över, men laget förlorade det andra omspelet mot Everton och lyckades inte heller försvara ligatiteln utan kom på andra plats. Vid det laget hade klubben anställt en permanent efterträdare till Dalglish, skotten Graeme Souness, en tidigare mittfältare i klubben. Andraplatsen i ligan säsongen 1990/91 innebar att Liverpool hade varit bland de två bästa tio år i rad.

### 1990-talet och 2000-talets första decennium
Under Graeme Souness första säsong kom laget sexa i ligan, men vann istället FA-cupen efter att ha besegrat Sunderland med 2–0 på Wembley. Under säsongen gjorde Liverpool återkomst i det europeiska cupspelet efter den sex år långa avstängningen, men blev utslaget av italienska Genoa i fjärde omgången av UEFA-cupen. Efter segern i FA-cupen 1992 lyckades inte Souness föra laget till några nya framgångar, och efter förlust mot Bristol City i femte omgången av FA-cupen i januari 1994 avgick han då istället Roy Evans tog över.
Evans tog över ett lag med unga stjärnspelare som Robbie Fowler och Steve McManaman, och säsongen 1994/95 vann Liverpool Ligacupen efter seger med 2–1 över Bolton Wanderers i finalen. Sommaren 1996 satte Liverpool nytt brittiskt övergångsrekord genom att värva anfallaren Stan Collymore från Nottingham Forest för 8,5 miljoner pund.  Laget gick till final i FA-cupen 1996, men förlorade mot Manchester United med 1–0. Efter säsongen lämnade Rush Liverpool; detta efter 346 mål på 660 matcher för klubben. Följande säsong ledde Liverpool ligan vid flera tillfällen, men slutade till sist på fjärde plats. Laget tog sig även till semifinal i Cupvinnarcupen, men förlorade mot franska Paris Saint-Germain. Säsongen 1997/98 kom Liverpool på tredje plats i Premier League och under året etablerade sig unge Michael Owen i laget. Owen blev delad skytteligavinnare med 18 mål och blev samtidigt också det engelska landslagets dittills yngste debutant genom tiderna.
Inför säsongen 1998/99 anställdes den franske tränaren Gérard Houllier för att arbeta tillsammans med Roy Evans, men till följd av lagets placering lämnade Evans Liverpool i november, då laget skulle sluta på plats sju i ligan. Nya spelare som finländaren Sami Hyypiä och unga Steven Gerrard bidrog i hög grad till att laget säsongen 2000/01 kunde vinna tre cuptitlar. Uefa-cupfinalen mot spanska Deportivo Alavés på Westfalenstadion i Dortmund blev den målrikaste UEFA-cupfinalen någonsin då ställningen vid full tid var 4–4 och Liverpool kunde vinna med ett mål i förlängningen.
Säsongen 2001/02 slutade Liverpool på andra plats i Premier League; klubbens högsta ligaplacering på elva år. Året efter togs ytterligare en cuptitel då laget besegrade Manchester United med 2–0 i Ligacupfinalen på Millennium Stadium i Cardiff. Efter säsongen 2003/04 lämnade Houllier klubben och ersattes av spanjoren Rafael Benitez, som åren innan hade tagit Valencia till seger både i Spanska ligan och UEFA-cupen. Även Michael Owen lämnade efter säsongen klubben för spel i Real Madrid.

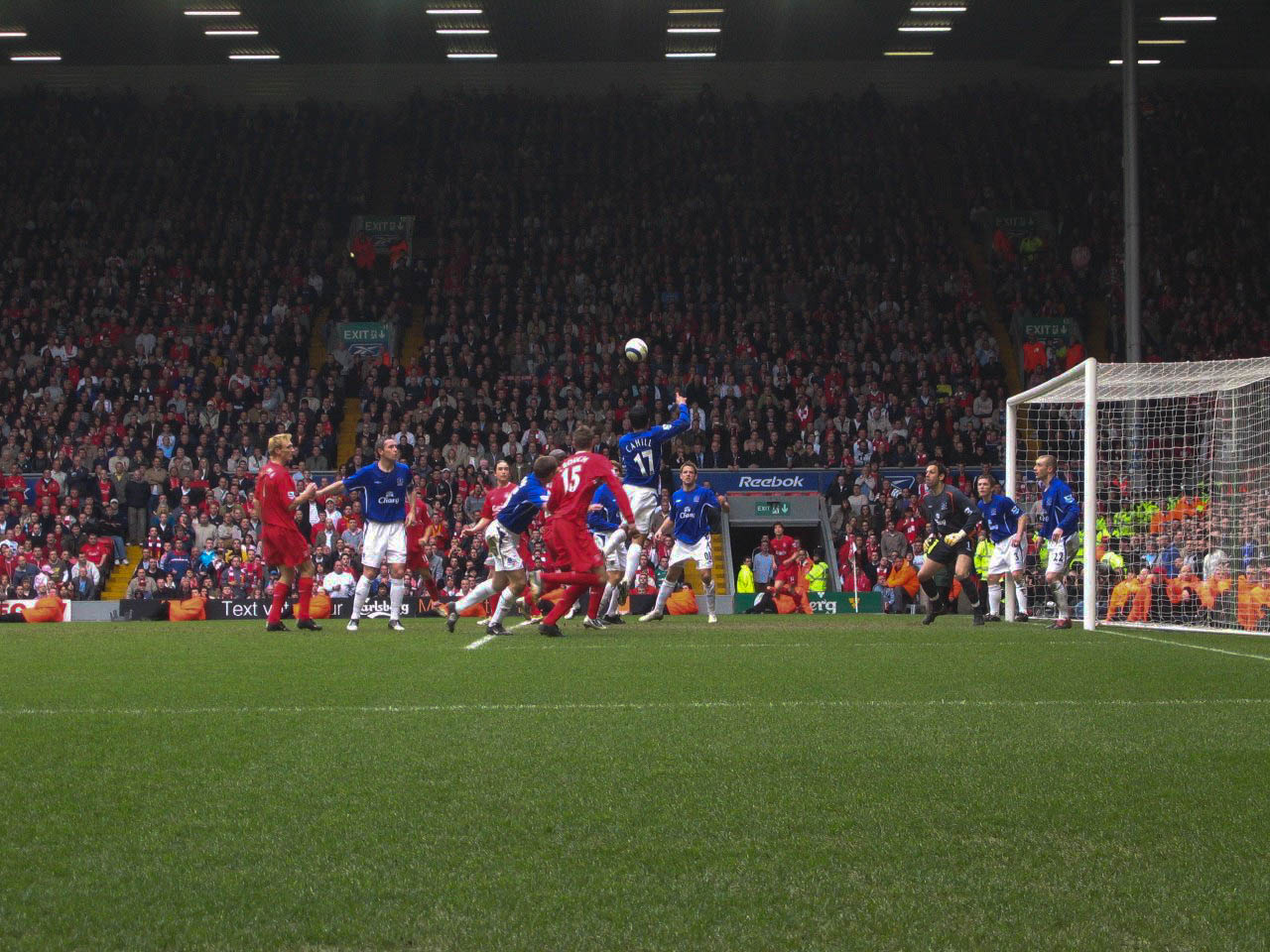
Mersyside-derby mot Everton 2006.

Rafael Benitez första säsong slutade med en femteplats i Premier League, men kunde ta sig till final i Ligacupen (förlust mot Chelsea med 3–2 efter förlängning). Säsongens stora händelse för klubben blev Champions League-finalen på Atatürk-stadion i Istanbul, där Liverpool mötte Milan och kunde vinna efter straffsparkläggning då laget hade hämtat in ett 0–3-underläge i andra halvlek. Eftersom Liverpool slutade femma i ligan skulle laget inte fått möjlighet att försvara sin Champions League-titel, men som regerande mästare i turneringen gavs chansen för Liverpool att kvala till Champions League 2005/06. Laget blev dock utslaget av Benfica i åttondelsfinalen, men Liverpool vann istället FA-cupfinalen mot West Ham United i en match som slutade 3–3 där Liverpool vann straffsparksläggningen och tog sin sjunde inteckning i cupen. Säsongen 2006/2007 tog sig laget åter till final i Champions League, och på nytt stod Milan för motståndet som fick revansch genom att vinna matchen med 2–1.
Den 6 november 2007 skrev Liverpool Champions League-historia genom att vinna med 8–0 mot turkiska Besiktas på hemmaplan, vilket dittills var den största segermarginalen någonsin i turneringen.
Säsongen 2008/2009 nådde laget en kvartsfinalplats i Champions League och slutade på en andra plats i ligan bakom Manchester United. Säsongen 2009-2010 misslyckades klubben med att ta sig vidare från gruppspelet i Champions League för första gången på fem år. Istället fick laget spela i Europa League och tog sig till semifinal som förlorades mot Atletico Madrid. Liverpool slutade under våren sedan sjua i Premier League och i juni 2010 meddelade klubben att ha kommit överens med Benítez om att säga upp hans kontrakt som manager för klubben.

### 2010-talet
Den 1 juli 2010 hade Liverpool skrivit ett kontrakt med Roy Hodgson som innebar att denne skulle vara klubbens tränare under de följande tre åren. Efter bara 7 månader, i januari 2011, fick dock Hodgson lämna Liverpool efter lagets resultat i ligan, bland annat med endast en bortavinst, mot Bolton på Reebok Stadium.
När Hodgson lämnat Liverpool och Kenny Dalglish tagit över som interimtränare för resten av säsongen blev han den förste tränaren i klubbens historia som anställts för en andra period. Under vinterns transfer köpte klubben först uruguayanen Luis Suárez från Ajax för 26,5 miljoner euro och senare Andy Carroll från Newcastle United för 35 miljoner pund (den dittills högsta transfersumma en brittisk klubb betalat). Rekordet slogs dock endast någon timme senare då Liverpool i sin tur sålde Fernando Torres till Chelsea för 50 miljoner pund. Den 12 maj samma år förlängde Dalglish sitt kontrakt som manager för klubben med ytterligare tre år.
Under sommaren införskaffade sedan klubben ett antal nya spelare: Jordan Henderson, Charlie Adam, Stewart Downing, Alexander Doni, Sebastian Coates och nygamle Craig Bellamy. Säsongen 2011/2012 vann klubben ännu en gång ligacupen på Wembley den 26 februari mot Cardiff City, efter straffsparksavgörande. Cuptiteln till trots blev inte Dalglish långvarig i sin andra tränarsejour på Anfield. Efter klubbens sämsta resultat i ligan på 18 år fick han efter säsongen lämna sin post.
Efter Dalglishs sorti skrev Brendan Rodgers den 1 juni 2012 på ett kontrakt som ny Liverpoolmanager, efter att först ha tackat nej. Trots sin ålder hade Rodgers varit med i lagledarroller i nästan 20 år efter att hans karriär som fotbollsspelare tagit slut i 20-årsåldern på grund av ett genetiskt fel i knät. Rodgers första nyförvärv blev Fabio Borini och Rodgers gjorde omgående små ändringar på klubbens arena. Han tog bland annat tillbaks de röda nätmaskorna från Liverpools storhetstid och bytte ut den nya This Is Anfield-skylten från 1990-talet till den gamla modellen som Bill Shankly en gång satt upp. Rodgers inledde sin första säsong med att komma på en sjundeplats i ligan, men skulle under säsongen därpå leda laget till en andraplats. Säsongen 2014/15 var klubblegendaren Steven Gerrards sista säsong i klubben. Liverpool hade storsatsat med värvningarna av Adam Lallana och Mario Balotelli, men avslutade ändå säsongen utan titlar.

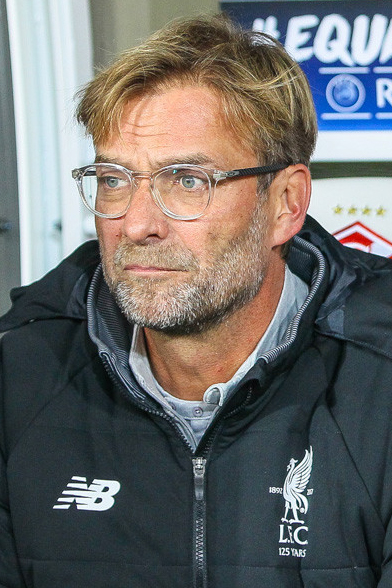
Den tyske tränaren Jürgen Klopp tog Liverpool tillbaka till toppen under sin era från oktober 2015 till maj 2024.

Den 8 oktober 2015 anställdes Jürgen Klopp som ny manager efter en skakig säsongsinledning. Under sin första säsong vid rodret tog Klopp med sitt höga presspel klubben till final i både ligacupen den 28 februari 2016, där man förlorade på straffar mot Manchester City, och i Europa League den 18 maj 2016, där Sevilla blev för starka. Inför säsongen 2016/2017 värvades spelare som Sadio Mané, Georginio Wijnaldum och Joël Matip in vilket bidrog till säkra den fjärde plats i Premier League som krävs för kvalificering till Champions League kommande år. Med inköp av Mohamed Salah, Andy Robertson och Alex Oxlade-Chamberlain under sommaren 2017, och ett nytt transferrekord för en mittback vintern 2018 i och med köpet av Virgil van Dijk, slutade klubben återigen på en fjärde plats i tabellen samt gick till final i Champions League mot Real Madrid FC. Finalen slutade dock i förlust med 3–1 efter en tidig skada på Mohamed Salah (som under säsongen vunnit Premier Leagues skytteliga med 32 mål), samt två omtalade misstag av målvakten Loris Karius. Inför säsongen 2018/2019 värvades Alisson Becker som ny förstemålvakt och mittfältet stärktes med köpen av Fabinho, Naby Keita och Xherdan Shaqiri. Med den målfarliga trion Salah, Mané och Firmino pressade Liverpool de regerande mästarna Manchester City om segern in i Premier Leagues sista omgång för att sluta tvåa på 97 poäng. Det var första gången ett lag tog mer än 90 poäng utan att vinna titeln. Säsongen slutade dock i dur då Tottenham Hotspur besegrades i Champions League-finalen den 1 juni på Estadio Metropolitano, Madrid, med 2–0.
Efter seger med 2–0 mot ärkerivalen Manchester United den 19 januari 2020 inledde Liverpool FC 2019/2020 års Premier League-säsong utan att förlora och radade upp 21 vinster på 22 matcher. År 2019 blev Liverpool den första engelska klubben att vinna den internationella trippeln; Champions League, Uefa Super Cup och världsmästerskapet i fotboll för klubblag. Premier League-säsongen 2019/20 blev avbruten mellan den 13 mars och den 17 juni, på grund av Covid-19-pandemin. Efter seger mot Chelsea den 25 juni 2020 stod Liverpool som engelska mästare för första gången sedan 1990, och sin första Premier League-titel någonsin, med sju omgångar kvar (vilket var PL-rekord). Lagkaptenen Jordan Henderson utsågs till Årets fotbollsspelare i England (FWA).

### 2020-talet
Säsongen 2020/21 var komplicerad i idrottsvärlden, på grund av Covid-19-pandemin, då matcherna i bland annat Premier league spelades inför tomma läktare. Trots att tre av klubbens äldre mittbackar drabbades av långtidsskador kunde lagets svit i antal förlustfria hemmamatcher slå ett nytt rekord för klubben vid 68 (tidigare 63) sådana, där Burnley FC satte stopp (0–1) den 21 januari 2021. En formsvacka med sex raka förluster till en åttondeplats följdes av åtta raka segrar, däribland ett avgörande mål på stopptid av målvakten Alisson Becker mot West Bromwich (det första någonsin av en målvakt i klubbens då 129-åriga historia), och Liverpool slutade trea. Säsongen därpå var Liverpool nära att vinna en unik kvadrupel genom att vinna FA-cupen och en rekordstor EFL Cup, mot Chelsea i final i bägge turneringar, och tog sig till final i CL 2021/22 samt kom tvåa i Premier League med endast en poäng bakom Manchester City.
Den 30 juli 2022 inledde Liverpool säsongen 2022/23 med att vinna FA Community Shield, 3–1 mot manchester City. I Premier League stod Liverpool för flera storsegrar; bland annat 9–0 hemma mot AFC Bournemouth vilket tangerade den största segern i Premier Leagues historia (och Bournemouths största förlust någonsin) och klubbens tidigare 9–0-seger hemma mot Crystal Palace FC 1989/90. Roberto Firmino noterades i denna match för sitt 100:e mål med Liverpool. Även 7–0 hemma, den största segern inbördes, mot ärkerivalen Manchester United FC. I 7–1-segern borta mot Rangers FC i Champions League slog Mohamed Salah nytt rekord i det snabbaste CL-hattricket någonsin. Liverpool kom att sluta femma i Premier League, och missade därmed Champions League. Inför öppningen av januarifönstret kontrakterades Cody Gakpo för övergångssumman omkring 40 miljoner pund. Inför säsongen 2023/24 skedde en större spelaromsättning i Liverpool där elva spelare lämnade klubben; däribland Jordan Henserson (för vilken Virgil van Dijk tog över lagkaptensrollen), Roberto Firmino och Fabinho som flyttade till Saudiarabien. In kom bland andra nederländarna Ryan Gravenberch och Sepp van den Berg.
Den 26 januari 2024 meddelade Jürgen Klopp att han kommer avgå som tränare för Liverpool när säsongen 2023/24 är slut. Hans sista tävlingsmatch med klubben slutade 2–0 på Anfield, mot Wolverhampton Wanderers FC, och en tredjeplats i Premier League.

## Färger och klubbmärke

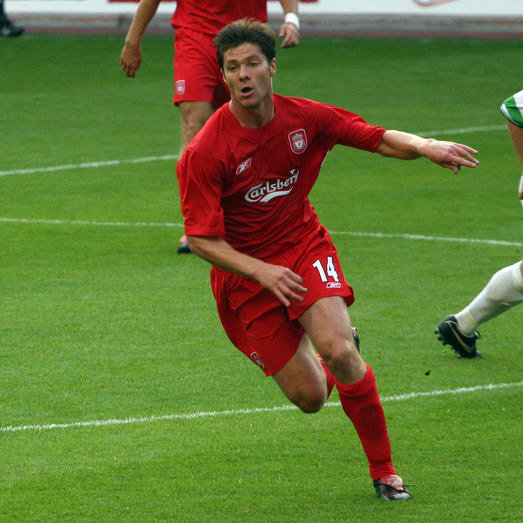
Xabi Alonso i Liverpools klassiska helröda matchställ.

Liverpools traditionella klubbfärger är rött och vitt, men under de första åren spelade laget i blåvita tröjor. I början av 1900-talet började laget spela i röda tröjor och vita byxor (färgerna på strumporna alternerade under åren mellan svart, rött och vitt). Under Bill Shanklys tid introducerades det berömda helröda matchstället. Inför en Europacupmatch mot Anderlecht 1964 kom Shankly in i omklädningsrummet och bad Ron Yeats ta på sig ett par röda shorts som skulle matcha de röda tröjorna. Tanken var att den röda färgen skulle ha en psykologisk effekt – spelarna såg större och farligare ut och motståndarna skulle bli ängsliga. Shankly gillade vad han såg, och när Ian St. John föreslog att laget även skulle ha röda strumpor föddes den numera klassiska Liverpooldräkten.
Liverpools reservställ har ofta bestått av vita tröjor, svarta byxor och vita strumpor. I slutet av 1970-talet introducerades ett tredje matchställ i helgult som användes i bortamatcher mot lag som spelade i rött och vitt, som till exempel Sunderland. Under några år i slutet av 1980-talet gick reservstället i helgrått och på 1990-talet förekom reservställ bestående av gröna tröjor och vita byxor. Från och med 2020 är Nike officiell leverantör av utrustning.
Liverpools klubbmärke utgörs av en sköld med texten Liverpool Football Club. Inuti skölden finns en avbildning av en så kallad liverbird, en fantasifågel som är en korsning mellan en örn och en skarv. Liverbirden är också symbol för staden Liverpool. Ovanför skölden återfinns texten You'll Never Walk Alone tillsammans med det järnkonstverk som sitter ovanpå Shankly Gates, en av ingångarna till Anfield. På varsin sida om skölden finns två lågor som symboliserar Hillsborough memorial som är en minnesplats utanför Anfield vid The Shankly Gates uppförd för att hedra de 96 människor som omkom vid Hillsborougholyckan 1989. Liverpool återgick till en äldre variant av klubbmärket på tröjorna säsong 2012/2013, med en gul/guld-färgad Liver bird med texten "L.F.C." istället för den vanliga skölden.

## Ägarskap och ekonomi
Som ägare av Anfield och grundare av Liverpool FC var John Houlding klubbens förste ordförande, en post han innehade från 1892 till 1904. John McKenna tog över som ordförande, vilken senare blev president för Football League. ordförandeskapet bytte ägare många gånger innan John Smith, vars far var akrieägare i klubben, tog över rollen 1973. Han ledde den mest framgångsrika perioden i Loverpools historia innan han avgick 1990. Hans efterträdare blev ordföranden Noel White 1990. I augusti 1991 blev David Moores ordförande, vars familj hade ägt klubben i mer än 50 år. Hans farbror John Moores var också aktieägare i Liverpool och ordförande i Everton FC från 1961 till 1973. Moores ägde 51 procent av klubben och 2004 uttryckte han sin vilja att överväga ett bud på sina aktier i klubben.
Moores sålde så småningom klubben till de amerikanska affärsmännen George Gillett och Tom Hicks den 6 februari 2007. Affären värderade klubben och dess utestående skulder till 218,9 miljoner pund. Duon betalade 5 000 pund per aktie, eller 174,1 miljoner pund för det totala aktieinnehavet och 44,8 miljoner pund för att täcka klubbens skulder. Meningsskiljaktigheter mellan duon, och fansens ovilja att stötta dem, resulterade i att de två ville sälja klubben. Martin Broughton utsågs till klubbens ordförande den 16 april 2010 för att övervaka försäljningen. I maj 2010 offentliggjordes räkenskaper som visade att klubbens holdingbolag hade 350 miljoner pund i skulder (på grund av ett övertagande av lånefinansieringen) med förluster på 55 miljoner pund, vilket fick revisorn KPMG att göra ett reservationsuttalande. Gruppens fordringsägare, inklusive Royal Bank of Scotland, tog Gillett och Hicks till domstol för att tvinga dem att tillåta styrelsen att gå vidare med försäljningen av klubben, holdingbolagets största tillgång. En domare i brittiska High Court dömde till förmån för fordringsägarna och banade väg för försäljningen av klubben till amerikanska Fenway Sports Group (då benämnt New England Sports Ventures, NESV), den 15 oktober 2010 för 300 miljoner pund, även om Gillett och Hicks fortfarande hade möjlighet att överklaga.
Liverpool har beskrivits som ett globalt varumärke; en rapport från 2010 värderade klubbens varumärken och tillhörande immateriella rättigheter till 141 miljoner pund, en ökning med 5 miljoner pund jämfört med året innan, och Liverpool fick betyget "AA (Very Strong)". I april 2010 rankade den amerikanska affärstidningen Forbes Liverpool som världens sjätte mest värdefulla fotbollsklubb, till ett värde av 822 miljoner dollar (532 miljoner pund) exklusive skulder. Revisorn Deloitte rankade Liverpoll som åtta i Deloitte Football Money League, vilken rankar världens fotbollsklubbar när det gäller intäkter.Liverpools intäkter säsongen 2009/10 var 225,3 miljoner euro. Enligt en rapport från Deloitte 2018 hade klubben en årsintäkt på 424,2 miljoner euro för 2017, och Forbes värderade klubbens värde till 1,944 miljarder dollar. År 2018 ökade intäkterna till 513,7 miljoner euro, och Forbes värderade klubben till 2,183 miljarder dollar. Under 2019 passerade intäktsiffrorna gränsen för en halv miljard pund som mätte 533 miljoner, vilket motsvarade 604 miljoner euro enligt Deloitte.
I april 2020 fick klubbens ägare kritik från supportrar och media för att ha beslutat att permittera all icke-spelande personal under Covid-19-pandemin. Som svar på detta gjorde klubben en tvärvändning i det beslutet och bad om ursäkt. I april 2021 värderade Forbes klubben till 4,1 miljarder dollar, en tvåårig ökning med 88 procent, vilket gjorde den till världens femte rikaste. Sedan maj 2023 rankas Liverpool som världens fjärde rikaste av Forbes.

## Supportrar

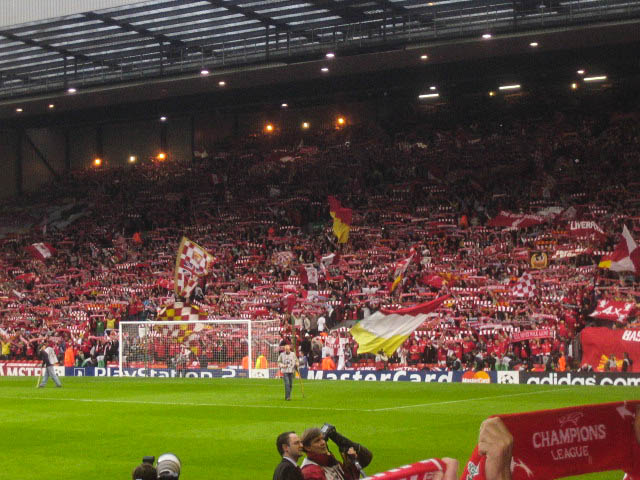
"Kopites" på The Kop under matchen mellan Liverpool och Chelsea FC, den 3 maj 2005.

Liverpools supportrar kallas ofta för "Kopites", ett namn taget från sektionen The Kop på hemmaarenan Anfield. På 1960-talet växte låten "You'll Never Walk Alone", ursprungligen från musikalen Carousel men senare inspelad av Liverpool-gruppen Gerry & the Pacemakers, fram som klubbens officiella hymn. Den spelas inför varje hemmamatch då spelarna tågar in på planen och sjungs ofta även under matcherna av publiken. Textraden finns med på klubbmärket och på "Shankly Gates", en av ingångarna till arenan.
Under säsongen 2009/2010 hade Liverpool det fjärde högsta publiksnittet av alla engelska klubbar, 42 863, vilket var 94,4 % av Anfields totala kapacitet.
Klubben har varit inblandad i två av de största olyckorna i fotbollshistorien: Katastrofen på Heyselstadion under Europacupfinalen (nuvarande UEFA Champions League) 1985 mot Juventus, då 39 supportrar (mestadels italienska Juventussupportrar) dog, och Olyckan på Hillsborough under semifinalen av FA-cupen 1989 då 96 Liverpoolsupportrar miste sina liv.

### Rivalitet
Huvudartiklar: Merseysidederbyt och Rivaliteten mellan Liverpool FC och Manchester United
Liverpool FC:s äldsta rivalitet är Merseysidederbyt där de möter Liverpool-laget Everton FC. Denna rivalitet härstammar från Liverpool FC:s bildande och dispyten mellan Evertons tjänstemän och de dåvarande ägarna av Anfield. Merseysidederbyt är ett av få derbyn som inte upprätthåller segregation för supportrar, och har därför blivit känt som "vänskapsderbyt". Sedan mitten av 1980-talet har rivaliteten dock intensifierats både på och utanför planen och sedan starten av Premier League 1992 har Merseysidederbyt fått fler spelare utvisade än något annat Premier League-möte. Det har kallats "de mest odisciplinerade och explosiva matcherna i Premier League". När det gäller supporterstödet i staden Liverpool är Liverpool FC:s fans dubbelt så många som Evertons, enligt en undersökning 2020.
Liverpools rivalitet med Manchester United härstammar från städernas konkurrens i den industriella revolutionen på 1800-talet. Liverpool och Manchester, som är förbundna med världens första regionala järnväg, är belägna på 48 kilometers avstånd längs East Lancs Road. Liverpool FC och Manchester United FC rankas som de två största klubbarna i England av tidningen France Football, och är de mest framgångsrika engelska lagen i både inhemska och internationella tävlingar, och båda klubbarna har en global skara av supportrar. Deras möten ses som engelsk fotbolls mest kända, och en av världsfotbollens största rivaliteter. De två klubbarna alternerade som mästare mellan 1964 och 1967, och Manchester United blev den första engelska klubben att vinna Europacupen 1968 – följt av fyra Europacuptitlar av Liverpool. Trots deras sammanlagt 39 ligatitlar och nio Europacup-/Champions League-titlar däremellan har de två rivalerna sällan varit framgångsrika samtidigt; Liverpools storhetstid på 1970- och '80-talen sammanföll med Manchester Uniteds 26-åriga titeltorka, och Manchester Uniteds framgångar i Premier League-eran sammanföll med Liverpools 30-åriga titeltorka. De två klubbarna har slutat (samtida) etta och tvåa i ligan fem gånger. Rivaliteten mellan klubbarna är så stor att de sällan gör transferaffärer med varandra; den senaste spelarövergången mellan dem var Phil Chisnall som flyttade till Liverpool från Manchester United 1964.

## Hemmaarena

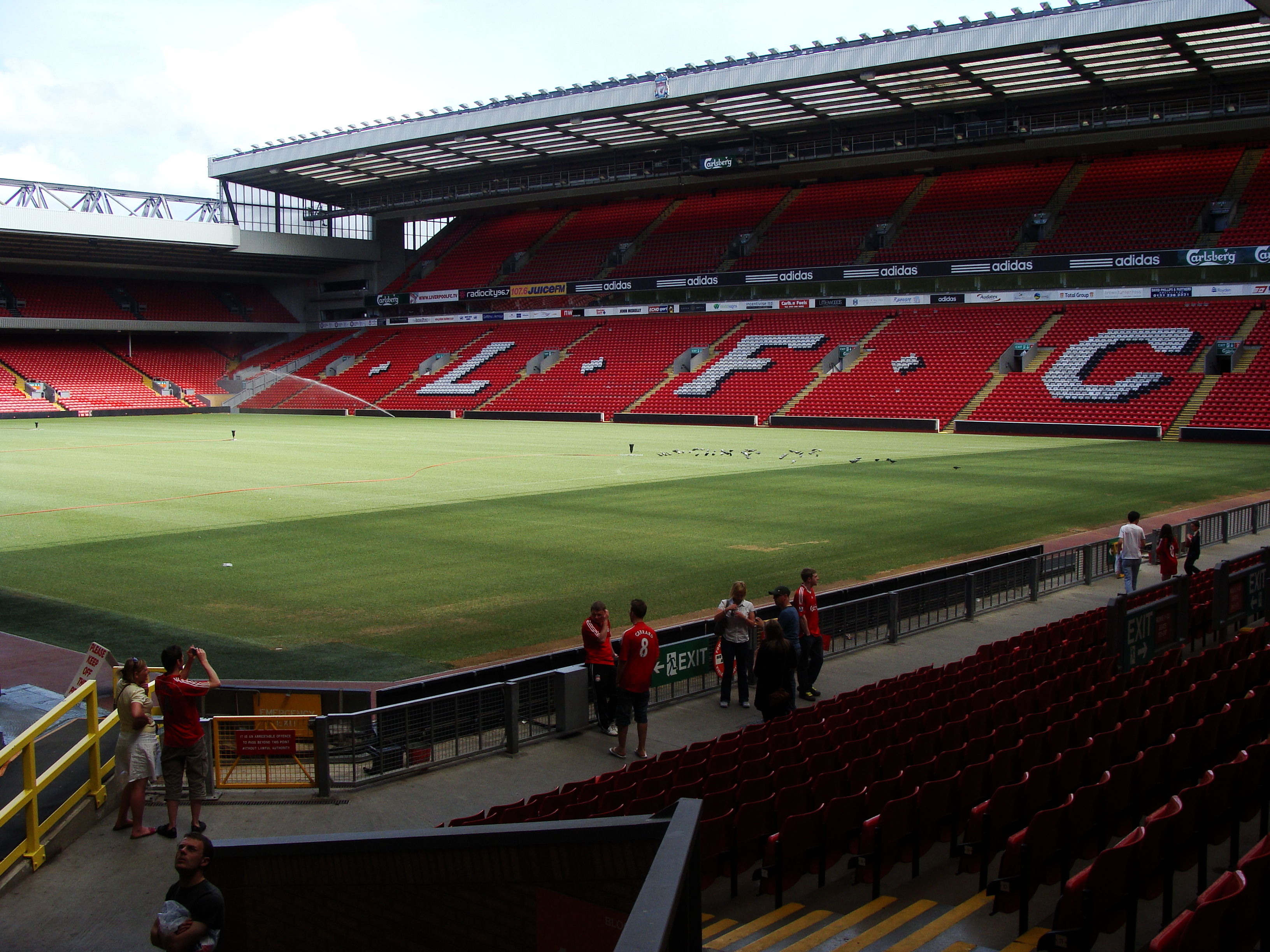
Anfield med The Kops läktare.

Anfield byggdes 1884 och var Evertons hemmaarena fram till 1892. Efter en konflikt gällande hyran flyttade Everton till Goodison Park och Anfields ägare John Houlding bildade Liverpool FC som sedan dess har haft Anfield som hemmaarena.
1906 döptes en av läktarna på ena kortsidan till Spion Kop (eller bara The Kop) efter en ås i Natalprovinsen i Sydafrika där ett slag utkämpades under andra boerkriget med flera omkomna soldater från Liverpool. The Kop kunde ta uppemot 30 000 åskådare, men efter Hillsborougholyckan bestämdes att ståplatsläktare skulle avskaffas. I mitten av 1990-talet revs The Kop och ersattes av en sittplatsläktare med plats för 12 409 åskådare.
På motsatt sida av The Kop finns Anfield Road Stand där bortalagets supportrar håller till. Läktaren byggdes om 1998 och fick två våningar med plats för sammanlagt 9 274 åskådare. Huvudläktaren, Main Stand, uppfördes 1895 och var då arenans första stora utbyggnad. Main Stand, vars kapacitet är 12 277 åskådare, byggdes om 1973 och fick då ett nytt tak. Sittplatserna på Main Stand är handmålade. Läktaren på den andra långsidan hette ursprungligen Kemlyn Road Stand, men i samband med klubbens 100-årsjubileum 1992 döptes den om till Centenary Stand (kapacitet: 11 762). 2014 påbörjades utbyggnaden av Main Stand, som stod klar September 2016, med en kapacitet på 54 074 åskådare. Oktober 2017 ändrade också namnet på Centenary Stand till Sir Kenny Dalglish Stand. Det finns planer på att bygga ut Anfield Road Stand och därmed utöka Anfield till att rymma 61 000 åskådare.  
Anfields publikrekord är 61 905 åskådare och sattes i en match mellan Liverpool och Wolverhampton Wanderers 1952.

## Liverpool i media
Liverpool var med i den första upplagan av BBC:s Match of the Day, som visade höjdpunkter från deras match mot Arsenal FC på Anfield den 22 augusti 1964. Den första fotbollsmatchen som sändes i färg var mellan Liverpool och West Ham United, som direktsändes i mars 1967. Liverpool-supportrar medverkade i Pink Floyds låt "Fearless", där de sjöng utdrag ur "You'll Never Walk Alone". För att markera klubbens framträdande i FA-cupfinalen 1988 släppte Liverpool "Anfield Rap", en låt med John Barnes och andra medlemmar i truppen.
En dramadokumentärsfilm om Hillsborougholyckan visades 1996, skriven av Jimmy McGovern. I denna medverkade Christopher Eccleston som Trevor Hicks, vilken förlorade två tonårsdöttrar i denna katastrof och kom att föra kampanjer för säkrare arenor och hjälpa till att bilda Hillsborough Families Support Group. Liverpool var med i filmen The 51st State (2001), där ex-torpeden Felix DeSouza (Robert Carlyle) är en ivrig supporter av laget och den sista scenen utspelar sig vid en match mellan Liverpool och Manchester United FC. Klubben var också med i den brittiska TV-serien Scully (1984), där en ung pojke försöker få ett provspel med Liverpool. I Doctor Who-avsnittet "The halloween Apocalypse", som sändes i oktober 2021, visar doktorn (spelad av Jodie Whittaker) när hon lämnar tardis utanför Anfield och utbrister: "Liverpool? Anfield! Klopp-eran, klassisk!"

## Liverpool Football Club Museum
Liverpool Football Club Museum är ett fotbollsmuseum som tillhör Liverpool FC. Museet samorganiseras med de guidade turerna på Anfield Road där museet också är beläget. Museet grundades 1998 och innehåller föremål, foton, berättelser dylikt från klubbens många framgångar. Från klubbens första år 1892 finns namnändringsbeviset, då interna motsättningar i Everton FC ledde till ett misslyckat kapningsförsök av klubbnamnet, vilket resulterade i grundandet av Liverpool FC. Museet har cirka 100 000 besökare årligen.

### Utställda föremål (urval)
- Fem replikabucklor från vinsterna i Europacupen för mästarlag
- Vandringsbucklan för Champions League, som man fick behålla efter finalvinsten 2005
- Jamie Carraghers samlade medaljsamling
- Roger Hunts guldmedalj från Fotbolls-VM 1966
- Michael Owens Ballon d'Or från 2001
- Billy Lidells ligaguldmedalj från 1947
- Ray Houghtons matchtröja från ligaguldåret 1990
- Fem fotbollar som Kenny Dalglish gjort hat-trick med
- Ian St Johns matchtröja som han hade på sig när han avgjorde FA-Cupfinalen 1965

## Spelare

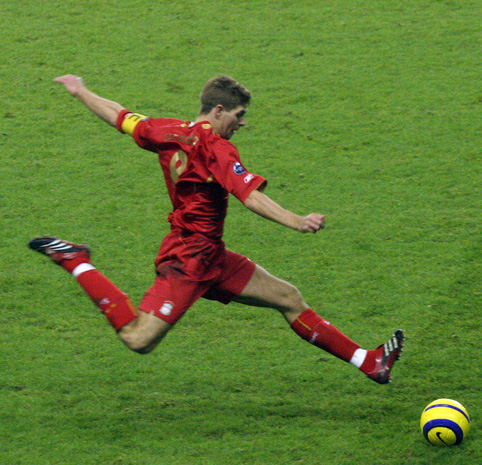
Steven Gerrard var en viktig spelare i Liverpool under 2000-talet.

Under åren har flera framstående spelare uppträtt i Liverpools tröja. Exempel på spelare som var aktiva i Liverpool före andra världskriget är backen Ephraim Longworth som blev klubbens förste engelske landslagskapten och målvakten Elisha Scott som tillbringade 22 år i Liverpool. Klubbens främste målskytt under 1920- och 30-talen var Gordon Hodgson som är den spelare i Liverpool som gjort flest hattrick. Under perioden efter andra världskriget gjorde anfallaren Billy Liddell så stort intryck att klubben fick smeknamnet "Liddellpool".
När Liverpool etablerade sig som en storklubb under Bill Shanklys ledning var mittbacken Ron Yeats, som beskrevs som en "koloss", en av nyckelspelarna. En annan viktig spelare var anfallaren Roger Hunt som gjorde 245 ligamål och även var med och blev världsmästare med engelska landslaget 1966. I början av 1970-talet värvades Kevin Keegan som senare blev utsedd till årets spelare i Europa (vid det laget hade han dock sålts till Hamburg).
Under Bob Paisleys ledning värvades två spelare från Skottland 1977: Alan Hansen, som var med om att vinna Europacupen tre gånger, och Kenny Dalglish, som firade stora framgångar både som spelare och tränare i klubben. År 1980 värvades Ian Rush som blev klubbens bäste målskytt genom tiderna.
Under 1990-talet kom flera unga spelare fram från Liverpools ungdomsakademi, däribland Steve McManaman, Robbie Fowler, Jamie Carragher och Michael Owen. Den sistnämnde blev utsedd till årets spelare i Europa 2001. Från akademin kom även Steven Gerrard, som tog över lagkaptensbindeln efter Sami Hyypiä 2003.
När klubben i slutet på 1990- och på 00-talet anställde utländska managers präglades spelartrupperna i viss del av deras nationstillhörighet. Fransmannen Gérard Houllier värvade flera franskspråkiga landslagsspelare, till exempel Djimi Traore, Nicolas Anelka, Bruno Cheyrou, El Hadji Diouf och Djibril Cissé. När spanjoren Rafael Benitez tog över efter Houllier 2004 köptes flera spanska spelare in. Under hans tid i klubben representerade Liverpool-spelarna Xabi Alonso, Luis García, Fernando Morientes, Jose Reina, Álvaro Arbeloa, Fernando Torres och Albert Riera det spanska landslaget.

### Spelartrupp
Uppdaterad 10 augusti 2025.
| 1  | Brasilien | Alisson              | 2 oktober 1992    | Roma (-18)              |
| 25 | Georgien  | Giorgi Mamardashvili | 29 september 2000 | Valencia (-25)          |
| 28 | England   | Freddie Woodman      | 4 mars 1997       | Preston North End (-25) |
| 41 | Ungern    | Ármin Pécsi          | 24 februari 2005  | Puskás Akadémia (-25)   |

| 2  | England       | Joe Gomez        | 23 maj 1997      | Charlton Athletic (-15) |
| 4  | Nederländerna | Virgil van Dijk  | 8 juli 1991      | Southampton (-18)       |
| 5  | Frankrike     | Ibrahima Konaté  | 25 maj 1999      | RB Leipzig (-21)        |
| 6  | Ungern        | Milos Kerkez     | 7 november 2003  | Bournemouth (-25)       |
| 21 | Grekland      | Kostas Tsimikas  | 12 maj 1996      | Olympiakos (-20)        |
| 22 | Skottland     | Calvin Ramsay    | 31 juli 2003     | Aberdeen (-22)          |
| 26 | Skottland     | Andrew Robertson | 11 mars 1994     | Hull City (-17)         |
| 30 | Nederländerna | Jeremie Frimpong | 10 december 2000 | Bayer Leverkusen (-25)  |
| 46 | England       | Rhys Williams    | 3 februari 2001  | Liverpool FC            |
| 84 | Nordirland    | Conor Bradley    | 9 juli 2003      | Dungannon Swifts (-19)  |

| 3  | Japan         | Wataru Endo         | 9 februari 1993  | Stuttgart (-23)              |
| 8  | Ungern        | Dominik Szoboszlai  | 25 oktober 2000  | RB Leipzig (-23)             |
| 10 | Argentina     | Alexis Mac Allister | 24 december 1998 | Brighton & Hove Albion (-23) |
| 17 | England       | Curtis Jones        | 30 januari 2001  | Liverpool FC                 |
| 19 | England       | Harvey Elliott      | 4 april 2003     | Fulham (-19)                 |
| 38 | Nederländerna | Ryan Gravenberch    | 16 maj 2002      | Bayern München (-23)         |
| 43 | Spanien       | Stefan Bajcetic     | 22 oktober 2004  | Celta Vigo (-20)             |
| 80 | England       | Tyler Morton        | 31 oktober 2002  | Liverpool FC                 |

| 7  | Tyskland      | Florian Wirtz   | 3 maj 2003       | Bayer Leverkusen (-25)    |
| 11 | Egypten       | Mohamed Salah   | 15 juni 1992     | Roma (-17)                |
| 14 | Italien       | Federico Chiesa | 25 oktober 1997  | Juventus (-24)            |
| 18 | Nederländerna | Cody Gakpo      | 7 maj 1999       | PSV (-23)                 |
| 22 | Frankrike     | Hugo Ekitike    | 20 juni 2002     | Eintracht Frankfurt (-25) |
| 50 | Skottland     | Ben Doak        | 11 november 2005 | Celtic (-22)              |

### Utlånade spelare
| Nr | Land    | Pos | Namn                                             |
| -- | ------- | --- | ------------------------------------------------ |
| 95 | England | MV  | Harvey Davies (i Crawley Town till 30 juni 2026) |

| Nr | Land     | Pos | Namn                                       |
| -- | -------- | --- | ------------------------------------------ |
| 56 | Tjeckien | MV  | Vítězslav Jaroš (i Ajax till 30 juni 2026) |

### U23-lag
| Nr | Land     | Pos | Namn                  |
| -- | -------- | --- | --------------------- |
| 42 | England  | MF  | Bobby Clark (-05)     |
| 48 | England  | F   | Calum Scanlon (-05)   |
| 49 | England  | A   | Kaide Gordon (-04)    |
| 52 | Zimbabwe | MF  | Isaac Mabaya (-04)    |
| 53 | England  | MF  | James McConnell (-04) |
| 59 | England  | F   | Terence Miles (-04)   |
| 61 | USA      | MF  | Matteo Ritaccio (-01) |
| 70 | England  | MF  | Tommy Pilling (-04)   |
| 83 | Wales    | MF  | Thomas Hill (-02)     |

| Nr | Land     | Pos | Namn                      |
| -- | -------- | --- | ------------------------- |
| 86 | England  | A   | Harvey Blair (-03)        |
| 87 | England  | A   | Oakley Cannonier (-04)    |
| 90 | England  | F   | Lee Jonas (-04)           |
| 92 | Polen    | A   | Mateusz Musialowski (-03) |
| 93 | Polen    | MV  | Fabian Mrozek (-03)       |
| 94 | Tyskland | MF  | Melkamu Frauendorf (-04)  |
| -  | England  | MV  | Jacob Poytress (-03)      |
| -  | England  | F   | Niall Osborne (-05)       |
| -  | England  | MV  | Oscar Kelly (-02)         |

#### Utlånade spelare
| Nr | Land      | Pos | Namn                                                 |
| -- | --------- | --- | ---------------------------------------------------- |
|    | England   | F   | Adam Lewis (i Newport County till 31 maj 2024)       |
|    | Colombia  | F   | Anderson Arroyo (i Burgos till 30 juni 2024)         |
|    | Frankrike | F   | Billy Koumetio (i Blackburn Rovers till 31 maj 2024) |
|    | England   | MF  | Dominic Corness (i Yverdon Sport till 30 juni 2024)  |
|    | England   | MV  | Harvey Davies (i Crewe Alexandra till 31 maj 2024)   |
|    | Polen     | MV  | Jakub Ojrzyński (i Den Bosch till 30 juni 2024)      |
|    | England   | MF  | James Balagizi (i Kilmarnock till 31 maj 2024)       |
|    | England   | F   | James Norris (i Tranmere Rovers till 31 maj 2024)    |

| Nr | Land     | Pos | Namn                                                  |
| -- | -------- | --- | ----------------------------------------------------- |
|    | England  | MF  | Luca Stephenson (i Barrow till 31 maj 2024)           |
|    | England  | F   | Luke Chambers (i Wigan Athletic till 31 maj 2024)     |
|    | England  | MV  | Luke Hewitson (i Stalybridge Celtic till 31 maj 2024) |
|    | Wales    | F   | Owen Beck (i Dundee till 31 maj 2024)                 |
|    | England  | MV  | Reece Trueman (i Colwyn Bay till 31 maj 2024)         |
|    | England  | MF  | Tyler Morton (i Hull City till 31 maj 2024)           |
|    | Tjeckien | MV  | Vitezslav Jaros (i Sturm Graz till 30 juni 2024)      |

### U18-lag
| Nr | Land       | Pos | Namn                     |
| -- | ---------- | --- | ------------------------ |
| 51 | Irland     | A   | Trent Kone-Doherty (-06) |
| 57 | England    | F   | Carter Pinnington (-07)  |
| 57 | England    | MF  | Cody Pennington (-06)    |
| 58 | England    | F   | Francis Gyimah (-06)     |
| 60 | England    | F   | Luca Furnell-Gill (-06)  |
| 65 | England    | F   | Amara Nallo (-06)        |
| 67 | Wales      | A   | Lewis Koumas (-05)       |
| 68 | Nordirland | MF  | Kieran Morrison (-06)    |
| 69 | England    | F   | Josh Davidson (-05)      |
| 76 | England    | A   | Jayden Danns (-06)       |
| 88 | England    | F   | Lucas Pitt (-06)         |
| 98 | England    | MF  | Trey Nyoni (-07)         |
| 99 | England    | MF  | Fola Onanuga (-06)       |
| -  | England    | MF  | Ben Trueman (-06)        |

| Nr | Land    | Pos | Namn                       |
| -- | ------- | --- | -------------------------- |
| -  | England | MF  | Clae Ewing (-06)           |
| -  | England | MF  | Emmanuel Airoboma (-07)    |
| -  | England | F   | Harry Evers (-06)          |
| -  | Egypten | A   | Karim Ahmed (-07)          |
| -  | USA     | A   | Keyrol Figueroa (-06)      |
| -  | England | MV  | Kornel Misciur (-07)       |
| -  | England | MF  | Kyle Kelly (-05)           |
| -  | England | F   | Louis Enahoro-Marcus (-06) |
| -  | England | MF  | Michael Laffey (-05)       |
| -  | England | F   | Nathan Giblin (-05)        |
| -  | England | MV  | Nathan Morana (-05)        |
| -  | England | A   | Ranel Young (-05)          |
| -  | Spanien | F   | Wellity Lucky (-06)        |

### Lagkaptener genom tiderna
| Namn              | Period    |
| ----------------- | --------- |
| Andrew Hannah     | 1892–1895 |
| Jimmy Ross        | 1895–1897 |
| John McCartney    | 1897–1898 |
| Harry Storer      | 1898–1899 |
| Alex Raisbeck     | 1899–1909 |
| Arthur Goddard    | 1909–1912 |
| Ephraim Longworth | 1912–1913 |
| Harry Lowe        | 1913–1915 |
| Donald McKinlay   | 1919–1920 |
| Ephraim Longworth | 1920–1921 |
| Donald McKinlay   | 1921–1928 |
| Tom Bromilow      | 1928–1929 |
| James Jackson     | 1929–1930 |
| Tom Morrison      | 1930–1931 |
| Tom Bradshaw      | 1931–1934 |

| Namn           | Period    |
| -------------- | --------- |
| Tom Cooper     | 1934–1939 |
| Matt Busby     | 1939–1940 |
| Willie Fagan   | 1945–1947 |
| Jack Balmer    | 1947–1950 |
| Phil Taylor    | 1950–1953 |
| Bill Jones     | 1953–1954 |
| Laurie Hughes  | 1954–1955 |
| Billy Liddell  | 1955–1958 |
| Johnny Wheeler | 1958–1959 |
| Ronnie Moran   | 1959–1960 |
| Dick White     | 1960–1961 |
| Ron Yeats      | 1961–1970 |
| Tommy Smith    | 1970–1973 |
| Emlyn Hughes   | 1973–1978 |
| Phil Thompson  | 1978–1981 |

| Namn             | Period    |
| ---------------- | --------- |
| Graeme Souness   | 1982–1984 |
| Phil Neal        | 1984–1985 |
| Alan Hansen      | 1985–1988 |
| Ronnie Whelan    | 1988–1989 |
| Alan Hansen      | 1989–1990 |
| Ronnie Whelan    | 1990–1991 |
| Steve Nicol      | 1990–1991 |
| Mark Wright      | 1991–1993 |
| Ian Rush         | 1993–1996 |
| John Barnes      | 1996–1997 |
| Paul Ince        | 1997–1999 |
| Jamie Redknapp   | 1999–2002 |
| Sami Hyypiä      | 2001–2003 |
| Steven Gerrard   | 2003–2015 |
| Jordan Henderson | 2015–2023 |
| Virgil van Dijk  | 2023–     |

### Flest spelade matcher
Endast tävlingsmatcher, inhopp i matcher inom parentes. Uppdaterat 26 maj 2024.
| Nr | Namn             | År                  | Liga[C]  | FA Cup | League Cup | Övrigt[D] | Totalt   |
| -- | ---------------- | ------------------- | -------- | ------ | ---------- | --------- | -------- |
| 1  | Ian Callaghan    | 1960–1978           | 640 (4)  | 79 (2) | 42 (7)     | 96 (1)    | 857 (14) |
| 2  | Jamie Carragher  | 1996–2013           | 508 (24) | 40 (1) | 35 (7)     | 152 (3)   | 737 (35) |
| 3  | Steven Gerrard   | 1998–2015           | 504 (39) | 42 (5) | 30 (5)     | 134 (14)  | 710 (63) |
| 4  | Ray Clemence     | 1967–1981           | 470 (0)  | 54 (0) | 55 (0)     | 86 (0)    | 665 (0)  |
| 5  | Emlyn Hughes     | 1967–1979           | 474 (0)  | 62 (0) | 46 (0)     | 83 (0)    | 665 (0)  |
| 6  | Ian Rush         | 1980–1987 1988–1996 | 469 (22) | 61 (5) | 78 (0)     | 45 (3)    | 660 (30) |
| 7  | Phil Neal        | 1974–1985           | 455 (2)  | 45 (0) | 66 (0)     | 81 (0)    | 650 (2)  |
| 8  | Tommy Smith      | 1962–1978           | 467 (0)  | 52 (0) | 30 (0)     | 89 (1)    | 638 (1)  |
| 9  | Bruce Grobbelaar | 1980–1994           | 440 (0)  | 62 (0) | 70 (0)     | 46 (0)    | 628 (0)  |
| 10 | Alan Hansen      | 1977–1991           | 434 (0)  | 58 (1) | 68 (0)     | 53 (1)    | 620 (2)  |

### Bästa målskyttar
Endast tävlingsmatcher, antal matcher (inklusive inhopp) inom parentes. Uppdaterat 19 okt 2023.
| Nr | Namn           | År                  | League[C] | FA Cup  | League Cup | Övrigt[D] | Totalt    |
| -- | -------------- | ------------------- | --------- | ------- | ---------- | --------- | --------- |
| 1  | Ian Rush       | 1980–1987 1988–1996 | 229 (469) | 39 (61) | 48 (78)    | 23 (45)   | 346 (660) |
| 2  | Roger Hunt     | 1958–1969           | 245 (404) | 18 (44) | 5 (10)     | 18 (34)   | 286 (492) |
| 3  | Gordon Hodgson | 1925–1936           | 233 (358) | 8 (19)  | 0 (0)      | 0 (0)     | 241 (377) |
| 4  | Billy Liddell  | 1938–1961           | 215 (492) | 13 (42) | 0 (0)      | 0 (0)     | 228 (534) |
| 5  | Mohamed Salah  | 2017-               | 142 (226) | 5 (11)  | 1 (4)      | 44 (74)   | 192 (315) |
| 6  | Steven Gerrard | 1998–2015           | 120 (503) | 15 (40) | 9 (28)     | 42 (132)  | 186 (710) |
| 7  | Robbie Fowler  | 1993–2001 2006–2007 | 128 (266) | 12 (24) | 29 (35)    | 14 (44)   | 183 (369) |
| 8  | Kenny Dalglish | 1977–1990           | 118 (355) | 13 (37) | 27 (59)    | 12 (58)   | 172 (515) |
| 9  | Michael Owen   | 1996–2004           | 118 (216) | 8 (15)  | 9 (14)     | 23 (52)   | 158 (297) |
| 10 | Harry Chambers | 1915–1928           | 135 (315) | 16 (28) | 0 (0)      | 0 (1)     | 151 (339) |
| 11 | Jack Parkinson | 1903–1914           | 125 (200) | 5 (19)  | 0 (0)      | 0 (1)     | 130 (220) |

### Utländska spelare
Listkriterier:
- Listan inkluderar alla icke-brittiska spelare (som ej kommer ifrån England, Nordirland, Skottland, Wales eller Irland) som representerat klubben.
Listan inkluderar enbart spelare som representerat klubben i tävlingsmatcher. [152]

| Afrika - Mohamed Salah (2017-) - Kolo Touré (2013-2016) - Titi Camara (1999-2000) - Naby Keïta (2018-2023) - Rigobert Song (1999-2000) - Joël Matip (2016-) - Djimi Traoré (1999-2006) - Mohamed Sissoko (2005-2007) - Nabil El Zhar (2006-2010) - Oussama Assaidi (2012-2013) - Victor Moses (2013-2014) - El Hadji Diouf (2002-2004) - Salif Diao (2002-2005) - Sadio Mané (2016-2022) - Arthur Riley (1925-1939) - Charlie Thompson (1930-1931) - Berry Nieuwenhuys (1933-1947) - Lance Carr (1933-1936) - Dirk Kemp (1937-1939) - Harman Van Den Berg (1938-1939) - Bob Priday (1946-1949) - Hugh Gerhardi (1953) - Doug Rudham (1954-1959) - Sean Dundee (1998-1999) - Bruce Grobbelaar (1981-1994) Asien - Takumi Minamino (2020-2022) - Wataru Endo (2023-) Europa - Simon Mignolet (2013-2019) - Christian Benteke (2015-2016) - Divock Origi (2015-2022) - Jan Mølby (1984-1995) - Torben Piechnik (1992-1993) - Daniel Agger (2006-2014) - Christian Poulsen (2010-2011) - Ragnar Klavan (2016-2018) - Sami Hyypiä (1999-2009) - Jari Litmanen (2001-2002) - Lauri Dalla Valle (2010) - Jean Michel Ferri (1999) - Bernard Diomede (2000-2001) - Pegguy Arphexad (2000-2002) - Gregory Vignal (2001-2003) - Nicolas Anelka (2001-2002) - Bruno Cheyrou (2002-2004) - Anthony Le Tallec (2003-2005) - Florent Sinama-Pongolle (2003-2006) - Djibril Cissé (2004-2006) - Patrice Luzi (2004) - Charles Itandje (2007-2008) - Damien Plessis (2008-2009) | - David N'Gog (2008-2011) - Aly Cissokho (2013-2014) - Mamadou Sakho (2013-2016) - Ibrahima Konaté (2021-) - Sotirios Kyrgiakos (2009-2011) - Kostas Tsimikas (2020-) - Avi Cohen (1979-1981) - Ronny Rosenthal (1990-1993) - Yossi Benayoun (2007-2010) - Gabriel Paletta (2006-2007) - Daniele Padelli (2007) - Andrea Dossena (2008-2009) - Alberto Aquilani (2009-2010) - Fabio Borini (2012-2015) - Mario Balotelli (2014-2015) - Igor Biscan (2000-2005) - Dejan Lovren (2014-2020) - Erik Meijer (1999-2000) - Sander Westerveld (1999-2001) - Boudewijn Zenden (2005-2007) - Dirk Kuyt (2006-2012) - Jan Kromkamp (2006) - Ryan Babel (2007-2011) - Georginio Wijnaldum (2016-2021) - Virgil van Dijk (2018-) - Cody Gakpo (2023-) - Ryan Gravenberch (2023-) - Stig Inge Bjørnebye (1992-1999) - Bjørn Tore Kvarme (1997-1999) - Øyvind Leonhardsen (1997-1999) - Vegard Heggem (1998-2000) - Frode Kippe (1999-2001) - John Arne Riise (2001-2008) - Jerzy Dudek (2001-2007) - Abel Xavier (2002) - Raul Meireles (2010-2011) - João Carlos Teixeira (2014-2016) - Tiago Ilori (2016) - Rafael Camacho (2019) - Diogo Jota (2020-) - Fábio Carvalho (2022-) - Stéphane Henchoz (1999-2004) - Philipp Degen (2008-2010) - Xherdan Shaqiri (2018-2021) - Milan Jovanović (2010-2011) - Lazar Marković (2014-2019) - Marko Grujić (2016-2021) - Martin Skrtel (2008-2016) - Antonio Núñez (2004-2005) - Josemi (2004-2005) - Luis García (2004-2007) - Xabi Alonso (2004-2009) - Antonio Barragán (2005) - Fernando Morientes (2005-2006) - Pepe Reina (2005-2013) - Miki Roque (2006) - Alvaro Arbeloa (2007-2009) - Fernando Torres (2007-2011) - Albert Riera (2008-2010) | - Dani Pacheco (2009-2012) - Daniel Ayala (2009-2010) - José Enrique (2011-2016) - Suso (2012-2014) - Iago Aspas (2013-2014) - Alberto Moreno (2014-2019) - Javier Manquillo (2014-2015) - Luis Alberto (2014-2016) - Pedro Chirivella (2015-2020) - Sergi Canos (2016) - Adrián (2019-) - Thiago Alcântara (2020-) - Stefan Bajcetic (2022-) - Glenn Hysén (1989-1992) - Patrik Berger (1996-2003) - Vladimir Smicer (1999-2005) - Milan Baros (2002-2005) - Nuri Sahin (2012) - Ozan Kabak (2021) - Karl-Heinz Riedle (1997-1999) - Dietmar Hamann (1999-2006) - Christian Ziege (2000-2001) - Markus Babbel (2000-2002) - Samed Yesil (2012) - Emre Can (2014-2018) - Loris Karius (2016-2022) - Andrij Voronin (2007-2009) - Istvan Kozma (1992) - Adam Bogdan (2015-2019) - Dominik Szoboszlai (2023-) Nordamerika - Hugh Lester (1912) - Brad Friedel (1998-1999) - Zak Whitbread (2004-2005) Oceanien - Craig Johnston (1981-1988) - Harry Kewell (2003-2008) - Brad Jones (2010-2014) - Brad Smith (2013-2016) Sydamerika - Mauricio Pellegrino (2005) - Emiliano Insúa (2007-2010) - Javier Mascherano (2007-2010) - Sebastián Leto (2007) - Maxi Rodríguez (2010-2012) - Alexis Mac Allister (2023-) - Fábio Aurélio (2006-2012) - Lucas Leiva (2007-2017) - Diego Cavalieri (2008-2010) - Doni (2012) - Philippe Coutinho (2013-2018) - Roberto Firmino (2015-2023) - Fabinho (2018-2023) - Alisson (2018-) - Arthur Melo (2022-2023) - Mark González (2006-2007) - Luis Díaz (2022-) - Luis Suárez (2011-2014) - Sebastian Coates (2011-2013) - Darwin Núñez (2022-) |

## Tränare
Siffrorna står för antal tävlingsmatcher, vinster, förluster och oavgjorda matcher. (Uppdaterad 26 maj 2024)
| Namn             | Nat        | Tidsperiod                    | M   | V   | F   | O   | Vinst % |
| ---------------- | ---------- | ----------------------------- | --- | --- | --- | --- | ------- |
| John McKenna     | Irland     | augusti 1892 – augusti 1896   | 101 | 58  | 26  | 17  | 57,42   |
| Tom Watson       | England    | augusti 1896 – maj 1915       | 740 | 327 | 272 | 141 | 44,19   |
| David Ashworth   | England    | december 1920 – februari 1922 | 58  | 25  | 9   | 24  | 43,30   |
| Matt McQueen     | Skottland  | februari 1923 – februari 1928 | 229 | 94  | 74  | 61  | 41,04   |
| George Patterson | England    | februari 1928 – maj 1936      | 370 | 139 | 145 | 86  | 37,56   |
| George Kay       | England    | maj 1936 – februari 1951      | 359 | 143 | 123 | 93  | 39,83   |
| Don Welsh        | England    | mars 1951 – maj 1956          | 234 | 82  | 92  | 60  | 35,04   |
| Phil Taylor      | England    | maj 1956 – november 1959      | 153 | 77  | 44  | 32  | 50,32   |
| Bill Shankly     | Skottland  | december 1959 – juli 1974     | 753 | 393 | 175 | 185 | 52,19   |
| Bob Paisley      | England    | juli 1974 – maj 1983          | 490 | 275 | 91  | 124 | 56,12   |
| Joe Fagan        | England    | maj 1983 – maj 1985           | 122 | 65  | 23  | 34  | 53,27   |
| Kenny Dalglish   | Skottland  | maj 1985 – februari 1991      | 297 | 180 | 41  | 76  | 60,60   |
| Ronnie Moran     | England    | februari 1991 – april 1991    | 10  | 4   | 5   | 1   | 40,00   |
| Graeme Souness   | Skottland  | april 1991 – januari 1994     | 157 | 65  | 45  | 47  | 41,40   |
| Roy Evans        | England    | januari 1994 – juli 1998      | 226 | 116 | 57  | 53  | 51,32   |
| Evans/Houllier   | /          | juli 1998 – november 1998     | 18  | 7   | 6   | 5   | 38,88   |
| Gérard Houllier  | Frankrike  | november 1998 – maj 2004      | 307 | 158 | 75  | 74  | 51,46   |
| Rafael Benítez   | Spanien    | juni 2004 – juni 2010         | 350 | 194 | 79  | 77  | 55,42   |
| Roy Hodgson      | England    | juli 2010 – januari 2011      | 31  | 13  | 9   | 9   | 41,93   |
| Kenny Dalglish   | Skottland  | januari 2011 – maj 2012       | 74  | 35  | 22  | 17  | 47,29   |
| Brendan Rodgers  | Nordirland | juni 2012 – oktober 2015      | 166 | 83  | 41  | 42  | 50,00   |
| Jürgen Klopp     | Tyskland   | oktober 2015 – maj 2024       | 491 | 299 | 83  | 109 | 60,90   |

## Meriter
- Engelska mästare: 20 gånger (1901, 1906, 1922, 1923, 1947, 1964, 1966, 1973, 1976, 1977, 1979, 1980, 1982, 1983, 1984, 1986, 1988, 1990, 2020, 2025)[154]
- FA-cupen: 8 gånger (1965, 1974, 1986, 1989, 1992, 2001, 2006, 2022)[8]
- Engelska ligacupen: 10 gånger (1981, 1982, 1983, 1984, 1995, 2001, 2003, 2012, 2022, 2024)[155]
- FA Community Shield: 16 gånger (1964*, 1965*, 1966, 1974, 1976, 1977*, 1979, 1980, 1982, 1986*, 1988, 1989, 1990*, 2001, 2006, 2022) [*=delad][156]
- UEFA Champions League: 6 gånger (1977, 1978, 1981, 1984, 2005, 2019)[27]
- Uefa Europa League: 3 gånger (1973, 1976, 2001)[27]
- Uefa Super Cup: 4 gånger (1977, 2001, 2005, 2019)[27]
- Klubblags-VM: 1 gång (2019)[157]

## Statistik

Klubbens ligaplaceringar från och med 1893.

I statistiken för flest matcher och mål ingår förutom matcher från ligan, FA-cupen, Ligacupen, Europacupen/Champions League, UEFA-cupen och Cupvinnarcupen även matcher i följande mindre turneringar: UEFA Super Cup, Interkontinentalcupen/VM för klubblag, Screen Sport Super Cup och Charity Shield. Notera även att snittet för Ian Rush beror på att han säsongen 1987/88 spelade i Juventus och att han därför spelade sammanlagt femton säsonger i Liverpool.

### Flest tävlingsmatcher
| Nr | Spelare          | År                   | Matcher | i snitt per säsong |
| -- | ---------------- | -------------------- | ------- | ------------------ |
| 1  | Ian Callaghan    | 1959–1978            | 857     | 45,10              |
| 2  | Jamie Carragher  | 1996–2013            | 700     | 44,40              |
| 3  | Ray Clemence     | 1968–1981            | 665     | 51,15              |
| 4  | Emlyn Hughes     | 1966–1979            | 665     | 51,15              |
| 5  | Ian Rush         | 1980–1987, 1988–1996 | 660     | 44,00              |
| 6  | Phil Neal        | 1974–1986            | 650     | 54,17              |
| 7  | Tommy Smith      | 1962–1979            | 638     | 39,88              |
| 8  | Bruce Grobbelaar | 1981–1994            | 628     | 44,86              |
| 9  | Alan Hansen      | 1977–1990            | 620     | 47,69              |
| 10 | Steven Gerrard   | 1998–2015            | 586     | 46,00              |

### Mesta målgörare
| Nr | Spelare        | År                   | Mål | i snitt per säsong |
| -- | -------------- | -------------------- | --- | ------------------ |
| 1  | Ian Rush       | 1980–1987, 1988–1996 | 346 | 23,07              |
| 2  | Roger Hunt     | 1959–1970            | 286 | 26,00              |
| 3  | Gordon Hodgson | 1925–1936            | 241 | 21,90              |
| 4  | Billy Liddell  | 1945–1961            | 228 | 14,25              |
| 5  | Mohamed Salah  | 2017–                | 211 |                    |
| 6  | Steven Gerrard | 1998–2015            | 186 |                    |
| 7  | Robbie Fowler  | 1993–2001, 2006–2007 | 183 |                    |
| 8  | Kenny Dalglish | 1977–1990            | 172 | 13,23              |
| 9  | Michael Owen   | 1997–2004            | 158 | 19,75              |
| 10 | Harry Chambers | 1919–1928            | 151 | 16,78              |

### Årets bästa spelare
| Säsong  | Namn                  | Nationalitet  | Position    | Ref.    |
| ------- | --------------------- | ------------- | ----------- | ------- |
| 2001–02 | Sami Hyypiä           | Finland       | Försvarare  | [ 162 ] |
| 2002–03 | Danny Murphy          | England       | Mittfältare | [ 163 ] |
| 2003–04 | Steven Gerrard        | England       | Mittfältare | [ 164 ] |
| 2004–05 | Jamie Carragher       | England       | Försvarare  |         |
| 2005–06 | Steven Gerrard (2)    | England       | Mittfältare |         |
| 2006–07 | Steven Gerrard (3)    | England       | Mittfältare | [ 165 ] |
| 2007–08 | Fernando Torres       | Spanien       | Anfallare   | [ 166 ] |
| 2008–09 | Steven Gerrard (4)    | England       | Mittfältare | [ 167 ] |
| 2009–10 | Pepe Reina            | Spanien       | Målvakt     | [ 168 ] |
| 2010–11 | Lucas Leiva           | Brasilien     | Mittfältare | [ 169 ] |
| 2011–12 | Martin Škrtel         | Slovakien     | Försvarare  | [ 170 ] |
| 2012–13 | Luis Suárez           | Uruguay       | Anfallare   | [ 171 ] |
| 2013–14 | Luis Suárez (2)       | Uruguay       | Anfallare   | [ 172 ] |
| 2014–15 | Philippe Coutinho     | Brasilien     | Mittfältare | [ 173 ] |
| 2015–16 | Philippe Coutinho (2) | Brasilien     | Mittfältare | [ 174 ] |
| 2016–17 | Sadio Mané            | Senegal       | Anfallare   | [ 175 ] |
| 2017–18 | Mohamed Salah         | Egypten       | Anfallare   | [ 176 ] |
| 2018–19 | Virgil van Dijk       | Nederländerna | Försvarare  |         |
| 2019–20 | Jordan Henderson      | England       | Mittfältare |         |
| 2020–21 | Mohamed Salah (2)     | Egypten       | Anfallare   | [ 176 ] |
| 2021–22 | Mohamed Salah (3)     | Egypten       | Anfallare   | [ 176 ] |
| 2022–23 | Mohamed Salah (3)     | Egypten       | Anfallare   | [ 177 ] |

### Publikrekord
| Rekord                                                             | Motståndare             | Åskådare | År   |
| ------------------------------------------------------------------ | ----------------------- | -------- | ---- |
| Flest åskådare vid en ligamatch                                    | Brighton & Hove Albion  | 60 061   | 2024 |
| Flest åskådare vid en FA-cupmatch                                  | Wolverhampton Wanderers | 61 905   | 1952 |
| Flest åskådare vid en ligacupmatch                                 | Nottingham Forest       | 50 880   | 1980 |
| Flesta åskådare vid en europeisk cupmatch                          | Barcelona               | 55 104   | 1976 |
| Minst antal åskådare vid en ligamatch                              | Loughborough FC         | 1 000    | 1895 |
| Minst antal åskådare vid en ligamatch (efter andra världskriget)   | Scunthorpe United       | 11 976   | 1959 |
| Minst antal åskådare vid en FA-cupmatch                            | Newton Heath            | 4 000    | 1892 |
| Minst antal åskådare vid en FA-cupmatch (efter andra världskriget) | Chester City            | 11 207   | 1946 |
| Minst antal åskådare vid en ligacupmatch                           | Brentford               | 9 902    | 1983 |
| Minst antal åskådare vid en europeisk cupmatch                     | Dundalk                 | 12 021   | 1982 |

### Största vinster och förluster
| Datum      | Resultat | Motståndare      | Sammanhang     |
| ---------- | -------- | ---------------- | -------------- |
| 1974-09-17 | 11–0     | Strømsgodset     | Cupvinnarcupen |
| 1969-09-16 | 10–0     | Dundalk          | Mässcupen      |
| 1986-09-23 | 10–0     | Fulham           | Ligacupen      |
| 1896-02-18 | 10–1     | Rotherham United | Ligan          |
| 1980-10-01 | 10–1     | Oulun Palloseura | Europacupen    |

| Datum      | Resultat | Motståndare           | Sammanhang |
| ---------- | -------- | --------------------- | ---------- |
| 1954-12-11 | 1–9      | Birmingham City FC    | Ligan      |
| 1934-11-10 | 0–8      | Huddersfield Town AFC | Ligan      |
| 1934-01-01 | 2–9      | Newcastle United FC   | Ligan      |
| 1932-05-07 | 1–8      | Bolton Wanderers FC   | Ligan      |
| 1934-09-01 | 1–8      | Arsenal FC            | Ligan      |

### Övrigt
Rekord kopplade till Liverpool FC:
- Publikrekord: 61 905 stycken mot Wolverhampton Wanderers (1951/1952)
- Största ligasegern: 10-1 mot Rotherham Town (1896), 9-0 mot Bournemouth (2022)
- Största ligaförlusten: 1-9 mot Birmingham City (1954)
- Flest ligamatcher: Ian Callaghan, 640 stycken
- Flest ligamål: Roger Hunt, 245 mål
- Meste spelare genom tiderna: Ian Callaghan, 857 matcher
- Meste målgörare genom tiderna: Ian Rush, 346 mål
- Flest ligamål på en säsong: Roger Hunt, 41 mål (1961/1962)
- Flest landskamper under sin tid i klubben: Steven Gerrard, 114 landskamper

## Damlag
Liverpool Women Football Club bildades 1989 under namnet Newton Ladies, som deltog i seriespel för första gången 1991 under namnet Knowsley Women's Football Club och slutade då på fjärde plats. Sedan 1995 har klubben verkat under dess nuvarande namn, Liverpool WFC (fram till 2018 Liverpool LFC). Liverpools damlag var en av grundarna till FA Women's Super League 2011. Året därpå blev Liverpool den första engelska klubben att erbjuda alla spelare professionella heltidskontrakt, ett beslut som banade vägen för professionaliseringen av damfotbollen i England. Klubben blev engelska mästare säsongerna 2013 och 2014.